# Versmold
Versmold ['fɛʁsmɔlt] ⓘ ist mit mehr als 21.000 Einwohnern eine Mittelstadt im Kreis Gütersloh (Nordrhein-Westfalen). Sie liegt im Städtedreieck Bielefeld – Osnabrück – Münster und ist bekannt für die dort ansässige Fleisch- und Wurstproduktion, deren Ursprünge bis in das 18. Jahrhundert zurückreichen.

## Geografie

### Geografische Lage
Versmold liegt in der Emssandebene an der Grenze des Münsterlands zu Ostwestfalen in der Westfälischen Bucht südlich des Teutoburger Waldes. Das Stadtgebiet zeichnet sich durch das Fehlen von besonderen Erhebungen und Niederungen aus, die mit 100 m ü. NN höchste Erhebung befindet sich in unmittelbarer Nähe der Anschlussstelle 15 (Borgholzhausen) der A33, der niedrigste Punkt (59 m ü. NN) liegt südwestlich von Peckeloh, wo die Hessel das Stadtgebiet verlässt. Der 52. Breitengrad schneidet das Stadtgebiet im südlichen Bereich. Die nächsten größeren Städte sind Gütersloh in 26 km Entfernung, Bielefeld und Osnabrück, beide in 32 km Entfernung, und Münster in 46 km Entfernung.

### Geologie

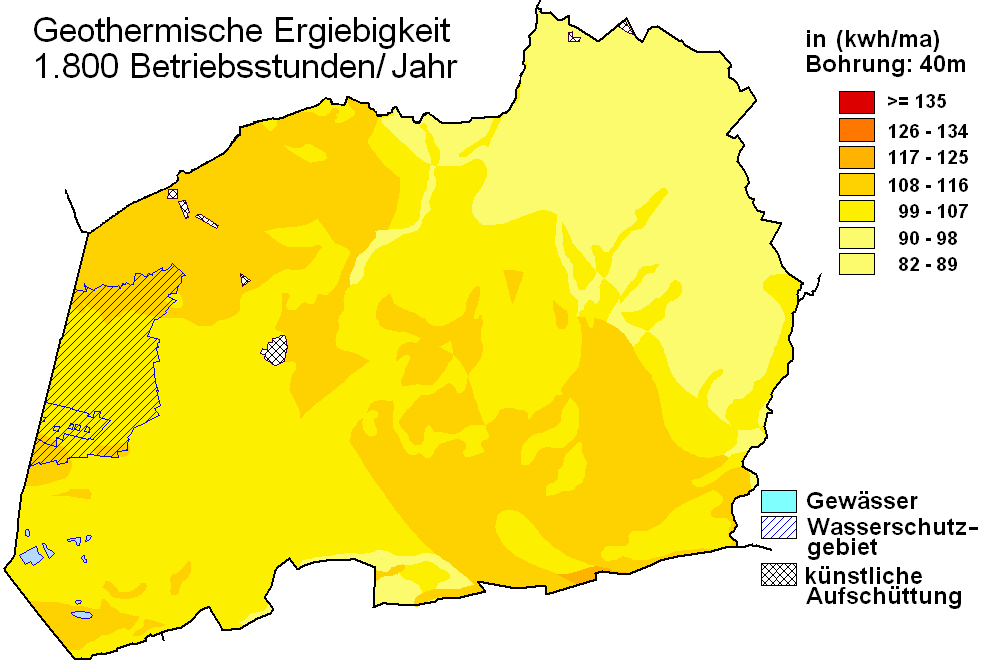
Geothermische Karte von Versmold

Im tieferen Untergrund finden sich Ton- und Sandsteine eines Steinkohlengebirges (Oberkarbon), das Flöze führt. Diese werden von einem bis zu 1700 m mächtigen Deckgebirge aus Mergelsteinen über Kalksteinen des Erdmittelalters (Kreide) überdeckt. Die Festgesteine werden von bis zu 30 m mächtigen Lockergesteinen des Eiszeitalters (Quartär) vollständig überdeckt. Der Norden und Osten von Versmold ist weitgehend Teil einer Grundmoräne der Saalekaltzeit. Im Süden von Versmold finden sich sandige und schluffige Ablagerungen der Weichselkaltzeit. In der Talaue der Hessel finden sich junge humose Sande und tonige Schluffe und vereinzelt Niedermoortorfe. Die Tonablagerungen wurden früher als Rohstoff für die örtliche Ziegeleiindustrie verwendet. Die Fein- und Mittelsandablagerungen wurden für die Kalksandsteinherstellung oder zur Benutzung als Wegebaumaterial abgebaut.
Versmold eignet sich gut bis sehr gut zur Nutzung von geothermischen Wärmequellen mittels Erdwärmesonde und Wärmegewinnung durch Wärmepumpenheizungen (vgl. dazu die Karte oben).

### Ausdehnung und Nutzung des Stadtgebiets
Die Stadt umfasst eine Fläche von 85,42 km². Der überwiegende Teil besteht aus landwirtschaftlich genutzter Fläche und Waldfläche, zusammen etwa 78,9 %, gefolgt von bebauter Fläche und Verkehrsfläche, zusammen etwa 15,2 %. Die größte Ausdehnung in Nordsüdrichtung ist ca. 13,2 km, in Ostwestrichtung ca. 9,6 km.
| Fläche nach Nutzungsart | Landwirt- schaftsfläche | Wald- fläche | Gebäude-, Frei- und Betriebsfläche | Verkehrs- fläche | Wasser- fläche | Sport- und Grünfläche | sonstige Nutzung |
| ----------------------- | ----------------------- | ------------ | ---------------------------------- | ---------------- | -------------- | --------------------- | ---------------- |
| Fläche in km²           | 59,83                   | 7,53         | 8,37                               | 4,62             | 1,97           | 2,47                  | 0,62             |
| Anteil an Gesamtfläche  | 70,04 %                 | 8,82 %       | 9,8 %                              | 5,41 %           | 2,31 %         | 2,89 %                | 0,73 %           |

### Nachbargemeinden
Das Stadtgebiet grenzt im Nordwesten an Bad Laer sowie im Norden an Bad Rothenfelde und Dissen am Teutoburger Wald, die alle im Landkreis Osnabrück in Niedersachsen liegen. Es grenzt im Nordosten an Borgholzhausen, im Osten an Halle (Westf.), im Süden an Harsewinkel im Kreis Gütersloh und im Westen an Sassenberg im Kreis Warendorf. Diese Gemeinden liegen in Nordrhein-Westfalen.

### Stadtgliederung
Nach § 3 Abs. 1 ihrer Hauptsatzung gliedert sich die Stadt Versmold in sechs Stadtteile.
| Ortsteil                                      | Einwohner Stand: 1. Januar 2022 | Ortsteile der Stadt Versmold |
| --------------------------------------------- | ------------------------------- | ---------------------------- |
| Bockhorst (mit Siedinghausen und Halstenbeck) | 01.656                          | Ortsteile der Stadt Versmold |
| Hesselteich                                   | 00.539                          | Ortsteile der Stadt Versmold |
| Loxten (mit Knetterhausen)                    | 03.006                          | Ortsteile der Stadt Versmold |
| Oesterweg                                     | 02.345                          | Ortsteile der Stadt Versmold |
| Peckeloh (mit Sandort und Buschort)           | 03.338                          | Ortsteile der Stadt Versmold |
| Versmold                                      | 11.238                          | Ortsteile der Stadt Versmold |
| Gesamt                                        | 22.122                          | Ortsteile der Stadt Versmold |

### Klima

Niederschlagsdiagramm

Versmold gehört der gemäßigten Klimazone Mitteleuropas an. Es liegt im Bereich des subatlantischen Seeklimas. Die Winter sind unter atlantischem Einfluss meist mild und die Sommer mäßig-warm. Zum Klima in der Region Ostwestfalen-Lippe, zu der Versmold gehört, siehe auch den Artikel Klima in Ostwestfalen-Lippe.
Durch die Lage im subatlantischen Seeklima herrscht ganzjährig ein humides Klima mit relativ gleich verteilten Niederschlägen vor. Insgesamt fallen an der Messstation Versmold im langjährigen Mittel 767 mm Niederschlag je Jahr. Somit fällt mehr Niederschlag, als im deutschen Mittel (700 mm), allerdings deutlich weniger Niederschlag, als von der Messstation aus in nordöstlicher Richtung. Dort fallen durch die Regenfängerwirkung des Teutoburger Walds aufgrund von Steigungsregen bis zu 1200 mm Niederschlag je Jahr. Versmold liegt in der im ostwestfälischen Vergleich relativ warmen Westfälischen Bucht. Die Jahresmitteltemperatur beträgt etwa 9–9,5 °C.

## Geschichte
Versmold wurde im Jahr 1096 erstmals urkundlich als Kirchspiel erwähnt und zählt damit zu den ältesten Siedlungen in der Region.
Aufgrund seiner Lage zwischen den Bistümern Osnabrück und Münster war Versmold über weite Zeiträume des Hochmittelalters Gegenstand von Streit über die Zugehörigkeit zwischen den Bischöfen dieser Bistümer. Die Bevölkerung versuchte sich dagegen so gut wie möglich zu schützen, die St. Petrikirche wurde als Wehrkirche errichtet.
Dies endete erst, nachdem sich 1277 die Grafen von Ravensberg die Herrschaft über den Versmolder Raum sichern konnten. Sie machten das nicht mehr existente Gut Caldenhof zu ihrem Jagdsitz. Dadurch wurde Versmold zu einer Pufferzone zwischen den oben genannten Bistümern. Die so gebildete Grenze zum Bistum Osnabrück stellt noch heute die Landesgrenze zwischen Nordrhein-Westfalen und Niedersachsen dar. Versmold wurde Sitz einer Vogtei im Amt Ravensberg. Als Teil der Grafschaft Ravensberg fiel Versmold im Jahre 1614 an Brandenburg-Preußen.
Versmold erhielt 1719 vom preußischen König Friedrich Wilhelm I. Stadtrechte. In der Folge kam es zur Ansiedlung von Leinenhändlern und die Stadt entwickelte sich schnell zu einem Handelszentrum für die in der Region schon lange verbreitete Leinenweberei und Garnspinnerei. Insbesondere wurde Segeltuch hergestellt. Segeltuchherstellung und -handel florierten bis Mitte des 19. Jahrhunderts und wurden dann zunehmend durch die maschinell gewebte Baumwolle aus England verdrängt. In der Folge fand mit dem Umstieg auf die Herstellung von Fleischwaren, die insbesondere in Form von Schweinemast in bäuerlicher Tradition bereits von alters her betrieben wurde, ein tiefgreifender Strukturwechsel statt. Zur Schweinemast eignete sich das Versmolder Gebiet besonders, da viele karge Flächen vorhanden sind, die landwirtschaftliche Nutzung kaum erlauben. Daher wurden die Schweine von den Bauern in die Wälder getrieben, wo sie sich besonders von Eicheln und Bucheckern ernährten. Durch diese Nahrung wurde das Fleisch besonders kernig, was schnell zu einer immer größer werdenden Nachfrage nach Schinken, Mettwürsten und Speck führte. Ende des 19. Jahrhunderts setzte langsam eine Industrialisierung der Fleischverarbeitung auf den Bauernhöfen ein und der Viehbestand vervielfachte sich. Ungewöhnlich ist dabei, dass dieser Prozess sich auf den Bauernhöfen entwickelte, sodass der Hof mehr und mehr zur Fabrik wurde. Im Zuge einer damit einhergehenden stärkeren Arbeitsteilung entstanden im 20. Jahrhundert auch nach und nach spezialisierte Betriebe wie Schlachtereien, Wursthersteller, Verpackungsindustrie und Speditionen.
Von 1807 bis 1810 war Versmold Sitz des Kantons Versmold des Königreichs Westphalen und von 1811 bis 1813 Sitz des Kantons Versmold im französischen Département der oberen Ems. 1816 kam die Stadt zum Kreis Halle. Im Kreis Halle war die Stadt Sitz des Amtes Versmold.

### Religion

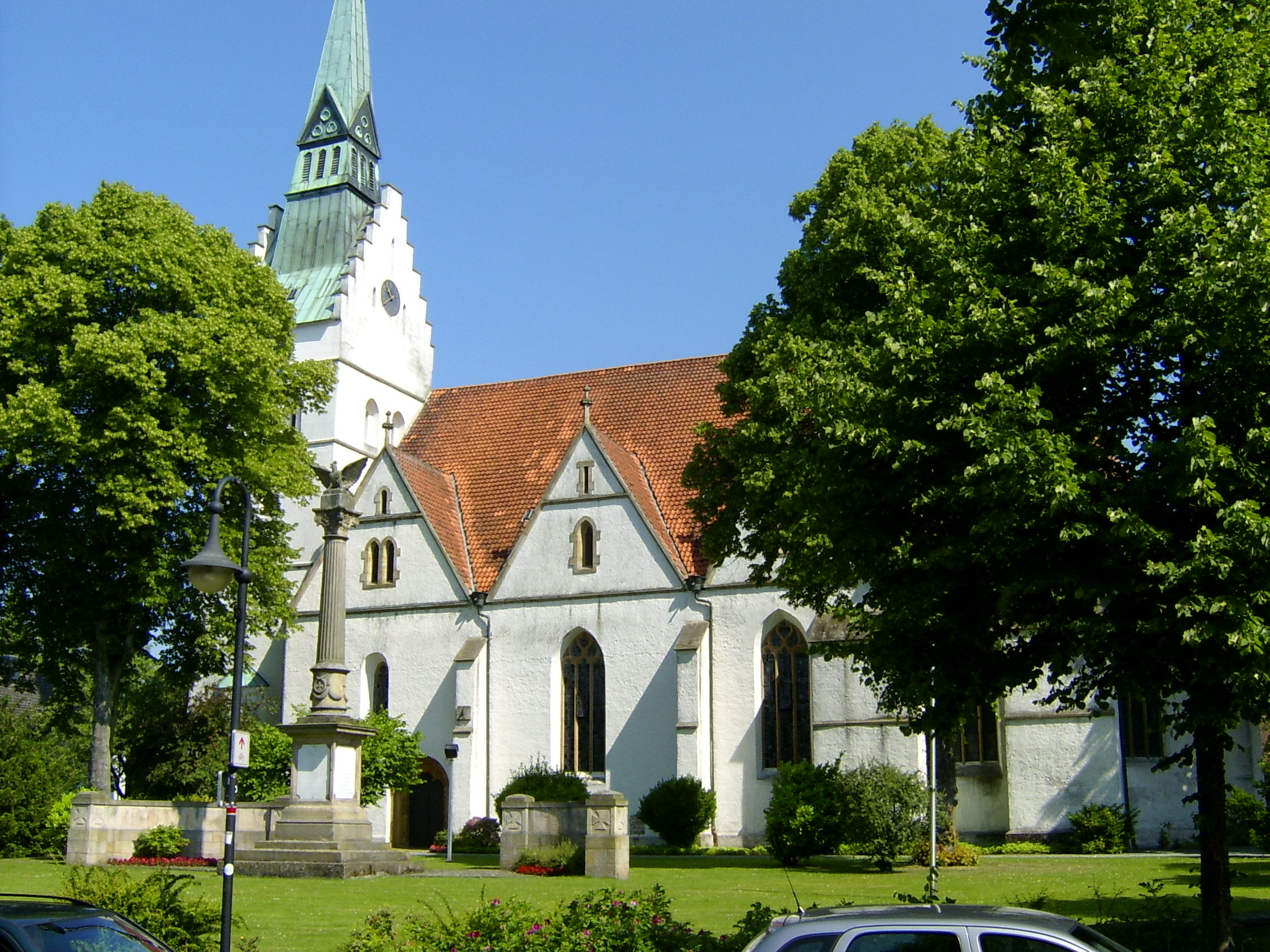
Evangelische Pfarrkirche St. Petri

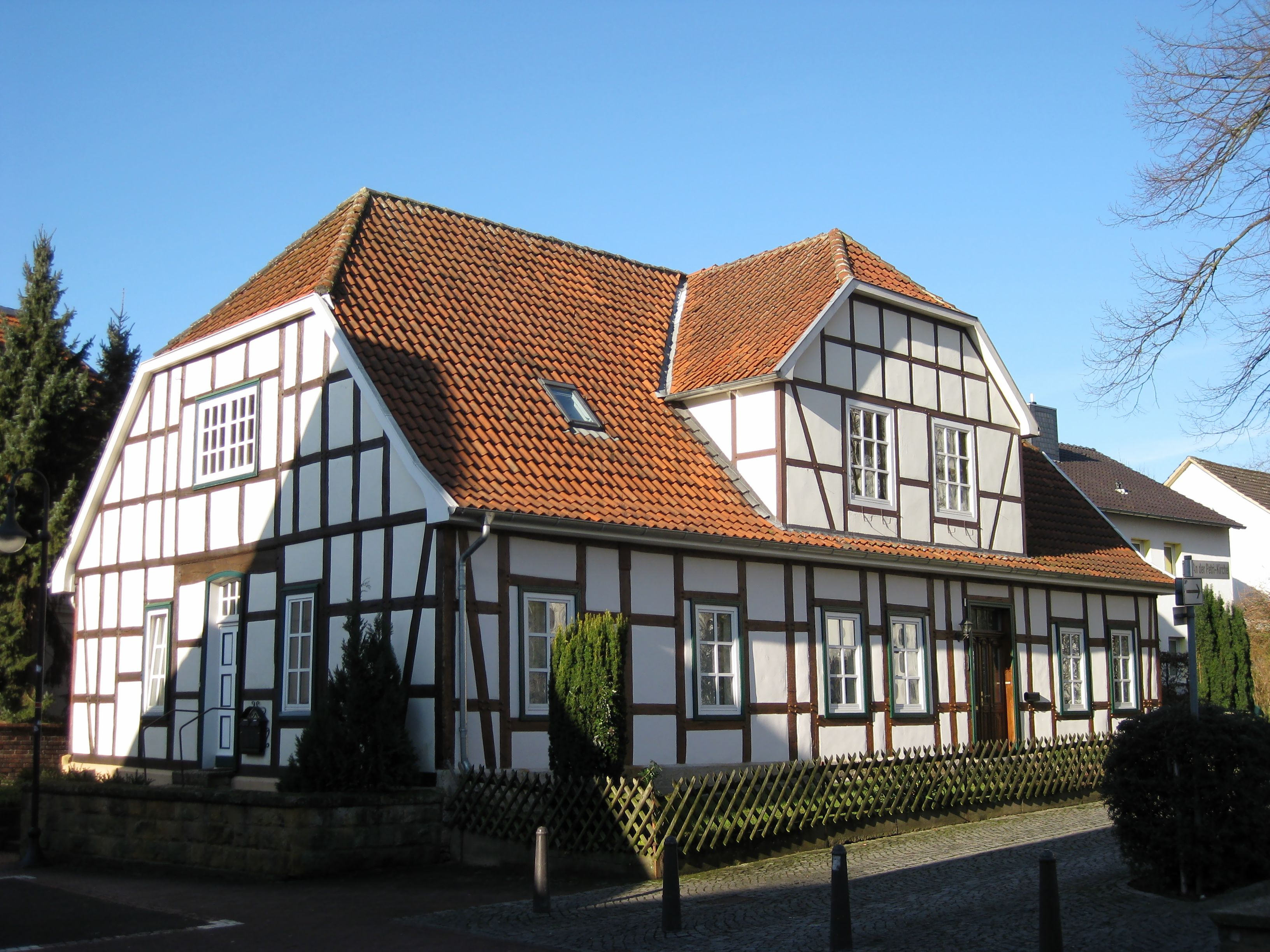
Kantorhaus zu St. Petri

Mit Stand 1. Januar 2025 waren von den Einwohnern 41 % evangelisch, 14 % katholisch und 45 % gehörten einer anderen Glaubensgemeinschaft an oder waren konfessionslos.
Siehe auch: Religion in Ostwestfalen-Lippe

### Eingemeindungen
Vor 1973 waren Bockhorst, Hesselteich, Loxten, Oesterweg und Peckeloh sowie die Stadt Versmold sechs Gemeinden des Amtes Versmold. Die Gemeinde Peckeloh grenzte an die Stadt Versmold. Am 1. April 1960 gab es eine Grenzberichtigung an der damaligen Gemeinde- und Stadtgrenze, welche die Stadt Versmold von der Gemeinde Peckeloh trennte. Bei dieser Grenzberichtigung wechselten auch bewohnte Gebiete ihre Zugehörigkeit zur Gemeinde Peckeloh oder zur Stadt Versmold. Die Größe des damaligen Stadtgebietes von Versmold reduzierte sich dabei um ca. drei Hektar, die Gemeinde Peckeloh gewann drei Hektar.
Im Rahmen der nordrhein-westfälischen Gebietsreform wurde die Stadt Versmold am 1. Januar 1973 im Zuge der Umsetzung des Bielefeld-Gesetzes mit den Gemeinden Bockhorst, Hesselteich, Loxten, Oesterweg und Peckeloh aus dem Amt Versmold zur neuen Stadt Versmold zusammengeschlossen. Das Amt Versmold wurde aufgelöst, Rechtsnachfolgerin ist die Stadt Versmold.

### Einwohnerentwicklung
Die folgende Übersicht zeigt die Einwohnerzahlen der Stadt Versmold nach dem jeweiligen Gebietsstand, bei einigen Zahlen zusätzlich nach heutigem Gebietsstand. Bei den Zahlen handelt es sich bis 1970 und für 1987 um Volkszählungsergebnisse und ab 1975 um amtliche Fortschreibungen des Landesamtes für Datenverarbeitung und Statistik. Die Zahlen von 1975 bis 1985 sind geschätzte Werte, die Zahlen ab 1990 Fortschreibungen auf Basis der Ergebnisse der Volkszählung von 1987. Die Angaben beziehen sich ab 1871 sowie für 1946 auf die Ortsanwesende Bevölkerung, ab 1925 auf die Wohnbevölkerung und ab 1985 auf die Bevölkerung am Ort der Hauptwohnung. Vor 1871 wurde die Einwohnerzahl nach uneinheitlichen Erhebungsverfahren ermittelt.
Im Jahr 1974 wurden noch einmal die Einwohnerzahlen in der Gesamtstadt und in der Stadt Versmold mit den ehemaligen Grenzen vom Statistischen Landesamt ermittelt.

Bevölkerungsentwicklung in Versmold von 1818 bis 2016 (untere Linie: jeweiliger Gebietsstand, obere Linie: heutiger Gebietsstand)

| Jahr            | Einwohner |
| --------------- | --------- |
| 1799 (31. Dez.) | 1.002     |
| 1818 (31. Dez.) | 1.243     |
| 1831 (3. Dez.)  | 1.331     |
| 1837 (3. Dez.)  | 1.405     |
| 1843 (3. Dez.)  | 1.405     |
| 1849 (3. Dez.)  | 1.326     |
| 1852 (3. Dez.)  | 1.426     |
| 1858 (3. Dez.)  | 1.350     |
| 1867 (3. Dez.)  | 1.586     |
| 1871 (1. Dez.)  | 1.486     |
| 1885 (1. Dez.)  | 1.495     |

| Jahr            | Einwohner |
| --------------- | --------- |
| 1895 (1. Dez.)  | 1.509     |
| 1905 (1. Dez.)  | 1.762     |
| 1910 (1. Dez.)  | 2.081     |
| 1925 (16. Juni) | 2.245     |
| 1933 (16. Juni) | 2.950     |
| 1939 (17. Mai)  | 3.409     |
| 1946 (29. Okt.) | 4.885     |
| 1950 (13. Sep.) | 5.096     |
| 1961 (6. Juni)  | 5.905     |
| 1970 (27. Mai)  | 7.216     |
| 1972 (31. Dez.) | 7.675     |

| Jahr            | Einwohner |
| --------------- | --------- |
| 1799 (31. Dez.) | 1.002     |
| 1818 (31. Dez.) | 1.243     |
| 1831 (3. Dez.)  | 1.331     |
| 1837 (3. Dez.)  | 1.405     |
| 1843 (3. Dez.)  | 1.405     |
| 1849 (3. Dez.)  | 1.326     |
| 1852 (3. Dez.)  | 1.426     |
| 1858 (3. Dez.)  | 1.350     |
| 1867 (3. Dez.)  | 1.586     |
| 1871 (1. Dez.)  | 1.486     |
| 1885 (1. Dez.)  | 1.495     |

| Jahr            | Einwohner |
| --------------- | --------- |
| 1895 (1. Dez.)  | 1.509     |
| 1905 (1. Dez.)  | 1.762     |
| 1910 (1. Dez.)  | 2.081     |
| 1925 (16. Juni) | 2.245     |
| 1933 (16. Juni) | 2.950     |
| 1939 (17. Mai)  | 3.409     |
| 1946 (29. Okt.) | 4.885     |
| 1950 (13. Sep.) | 5.096     |
| 1961 (6. Juni)  | 5.905     |
| 1970 (27. Mai)  | 7.216     |
| 1972 (31. Dez.) | 7.675     |

| Jahr            | Einwohner |
| --------------- | --------- |
| 1939 (17. Mai)  | 09.609    |
| 1950 (13. Sep.) | 14.538    |
| 1961 (6. Juni)  | 15.193    |
| 1970 (27. Mai)  | 18.135    |
| 1972 (31. Dez.) | 18.894    |
| 1974 (30. Juni) | 18.855    |
| 1975 (31. Dez.) | 18.623    |
| 1980 (31. Dez.) | 18.328    |
| 1985 (31. Dez.) | 17.162    |
| 1987 (25. Mai)  | 17.396    |

| Jahr            | Einwohner |
| --------------- | --------- |
| 1990 (31. Dez.) | 18.231    |
| 1995 (31. Dez.) | 19.680    |
| 2000 (31. Dez.) | 20.397    |
| 2005 (31. Dez.) | 21.064    |
| 2007 (31. Dez.) | 21.204    |
| 2012 (31. Dez.) | 20.817    |
| 2016 (31. Dez.) | 21.543    |
| 2017 (31. Dez.) | 21 472    |
| 2018 (31. Dez.) | 21 468    |
| 2019 (31. Dez.) | 21.825    |

| Jahr            | Einwohner |
| --------------- | --------- |
| 2022 (31. Dez.) | 22.274    |

| Jahr            | Einwohner |
| --------------- | --------- |
| 1939 (17. Mai)  | 09.609    |
| 1950 (13. Sep.) | 14.538    |
| 1961 (6. Juni)  | 15.193    |
| 1970 (27. Mai)  | 18.135    |
| 1972 (31. Dez.) | 18.894    |
| 1974 (30. Juni) | 18.855    |
| 1975 (31. Dez.) | 18.623    |
| 1980 (31. Dez.) | 18.328    |
| 1985 (31. Dez.) | 17.162    |
| 1987 (25. Mai)  | 17.396    |

| Jahr            | Einwohner |
| --------------- | --------- |
| 1990 (31. Dez.) | 18.231    |
| 1995 (31. Dez.) | 19.680    |
| 2000 (31. Dez.) | 20.397    |
| 2005 (31. Dez.) | 21.064    |
| 2007 (31. Dez.) | 21.204    |
| 2012 (31. Dez.) | 20.817    |
| 2016 (31. Dez.) | 21.543    |
| 2017 (31. Dez.) | 21 472    |
| 2018 (31. Dez.) | 21 468    |
| 2019 (31. Dez.) | 21.825    |

| Jahr            | Einwohner |
| --------------- | --------- |
| 2022 (31. Dez.) | 22.274    |

## Politik
Versmold gehört zum Landtagswahlkreis Gütersloh I – Bielefeld III, in dem bei der Landtagswahl 2010 Georg Fortmeier (SPD) als Direktkandidat gewählt wurde. Auf Bundesebene gehört Versmold zum Bundestagswahlkreis Gütersloh, in dem 2009 Ralph Brinkhaus (CDU) als Direktkandidat gewählt wurde.

### Stadtrat
Der Stadtrat hat gegenwärtig 34 Mitglieder aus fünf Parteien. Hinzu kommt der Bürgermeister als Ratsvorsitzender. Die folgende Tabelle zeigt die Sitzverteilung im Rat und die Wahlergebnisse seit 1975:
| [ 17 ] [ 18 ] [ 19 ] [ 20 ] | 2020  | 2020  | 2014  | 2014  | 2009  | 2009  | 2004  | 2004  | 1999  | 1999  | 1994  | 1994  | 1989  | 1989  | 1984  | 1984  | 1979  | 1979  | 1975  | 1975  |
| Partei                      | Sitze | %     | Sitze | %     | Sitze | %     | Sitze | %     | Sitze | %     | Sitze | %     | Sitze | %     | Sitze | %     | Sitze | %     | Sitze | %     |
| --------------------------- | ----- | ----- | ----- | ----- | ----- | ----- | ----- | ----- | ----- | ----- | ----- | ----- | ----- | ----- | ----- | ----- | ----- | ----- | ----- | ----- |
| SPD                         | 08    | 21,75 | 13    | 37,88 | 16    | 43,42 | 12    | 35,54 | 10    | 29,78 | 15    | 35,02 | 16    | 41,02 | 16    | 39,54 | 17    | 42,98 | 15    | 39,60 |
| CDU                         | 18    | 45,85 | 13    | 39,60 | 11    | 28,87 | 14    | 41,66 | 18    | 52,86 | 17    | 41,68 | 17    | 42,78 | 19    | 46,13 | 19    | 48,48 | 20    | 50,27 |
| FDP                         | 03    | 07,85 | 03    | 07,73 | 05    | 13,01 | 03    | 08,12 | 01    | 04,48 | 0     | 04,56 | 03    | 08,27 | 02    | 07,18 | 03    | 08,54 | 04    | 10,13 |
| GRÜNE                       | 07    | 18,07 | 03    | 09,99 | 04    | 09,58 | 02    | 07,11 | 02    | 05,18 | 03    | 08,28 | 03    | 07,75 | 02    | 07,15 | –     | –     | –     | –     |
| UWG1                        | 02    | 06,13 | 02    | 04,80 | 02    | 05,12 | 03    | 07,57 | 03    | 07,69 | 04    | 10,46 | –     | –     | –     | –     | –     | –     | –     | –     |
| Einzelbewerber³             | 0     | 00,36 | –     | –     | –     | –     | –     | –     | –     | –     | –     | –     | –     | –     | –     | –     | –     | –     | –     | –     |
| Gesamt 2                    | 38    | 100   | 34    | 100   | 38    | 100   | 34    | 100   | 34    | 100   | 39    | 100   | 39    | 100   | 39    | 100   | 39    | 100   | 39    | 100   |
| Wahlbeteiligung             | 50,93 | 50,93 | 51,34 | 51,34 | 54,10 | 54,10 | 56,02 | 56,02 | 58,18 | 58,18 | 80,55 | 80,55 | 66,69 | 66,69 | 70,01 | 70,01 | 72,42 | 72,42 | 86,06 | 86,06 |

1Unabhängige Wählergemeinschaft
2ohne Berücksichtigung von Rundungsdifferenzen

### Bürgermeister
Bürgermeister ist Michael Meyer-Hermann (CDU), er wurde bei den Kommunalwahlen 2014 mit 53,96 % der gültigen Stimmen ins Amt gewählt und 2020 mit 65,45 % bestätigt.
Sein Vorgänger Thorsten Klute (SPD) war von Oktober 2004 bis zum 17. Dezember 2013 Bürgermeister. Er wurde 2004 mit 57,7 % Zustimmung ins Amt gewählt und 2009 mit 78,33 % bestätigt. Dessen Vorgänger Fritz Holtkamp (CDU) erzielte 1999 ein Wahlergebnis von 58,4 %.
- Seit 2014 Michael Meyer-Hermann (CDU)
- 2004–2014 Thorsten Klute (SPD)
- 1984–2004 Fritz Holtkamp (CDU)[22]

### Wappen, Banner, Flagge und Siegel

Banner mit dem Wappen der Stadt

Das Wappen wird von der Stadt seit dem 19. Juni 1939 genutzt, die Genehmigung zur Führung des Wappens, der Flagge und des Banners wurde erneut vom Regierungspräsidenten in Detmold am 18. Dezember 1973 erteilt:
| Wappen der Stadt Versmold | Blasonierung: „In Silber (Weiß) ein roter Sparren, darunter ein freischwebender roter Schragen.“ |
| Wappen der Stadt Versmold | Wappenbegründung: Der rote Sparren erinnert an die Grafschaft Ravensberg, zu der Versmold über Jahrhunderte gehörte. Das Kreuz ist ein lokales Symbol, es findet sich auf einem Stein im Stadtzentrum. Vor 1939 nutzte Versmold das Wappen der Grafschaft Ravensberg ohne Veränderungen. |

Bannerbeschreibung
„Von Rot und Weiß längsgestreift mit dem Stadtwappen im oberen Drittel.“
Flaggenbeschreibung
„Von Rot und Weiß längsgestreift mit dem von der Mitte zur Stange verschobenen Stadtwappen.“
Des Weiteren führt Versmold ein Dienstsiegel mit dem Stadtwappen.

### Städtepartnerschaften
Versmold unterhält seit 1994 eine Städtepartnerschaft mit Dobczyce, Polen. Dobczyce liegt etwa 30 Kilometer von Krakau entfernt. Die Stadt- und Landgemeinde Dobczyce zählt 14.051 Einwohner, die in 13 zugehörigen Ortschaften leben. Darüber hinaus hat Versmold im April 2013 den Städtepartnerschaftsvertrag mit der nordspanischen Stadt Tui unterzeichnet. Eine Kooperationsvereinbarung pflegt die Stadt Versmold seit dem Jahr 2010 mit dem serbischen Kurort Vrdnik.
Außerdem darf sich die Stadt seit April 2013 als europaaktive Kommune in NRW bezeichnen. Diese Auszeichnung hatte sie für vorbildliche Europaarbeit von der damaligen Ministerpräsidentin Hannelore Kraft erhalten.

## Kultur

### Theater

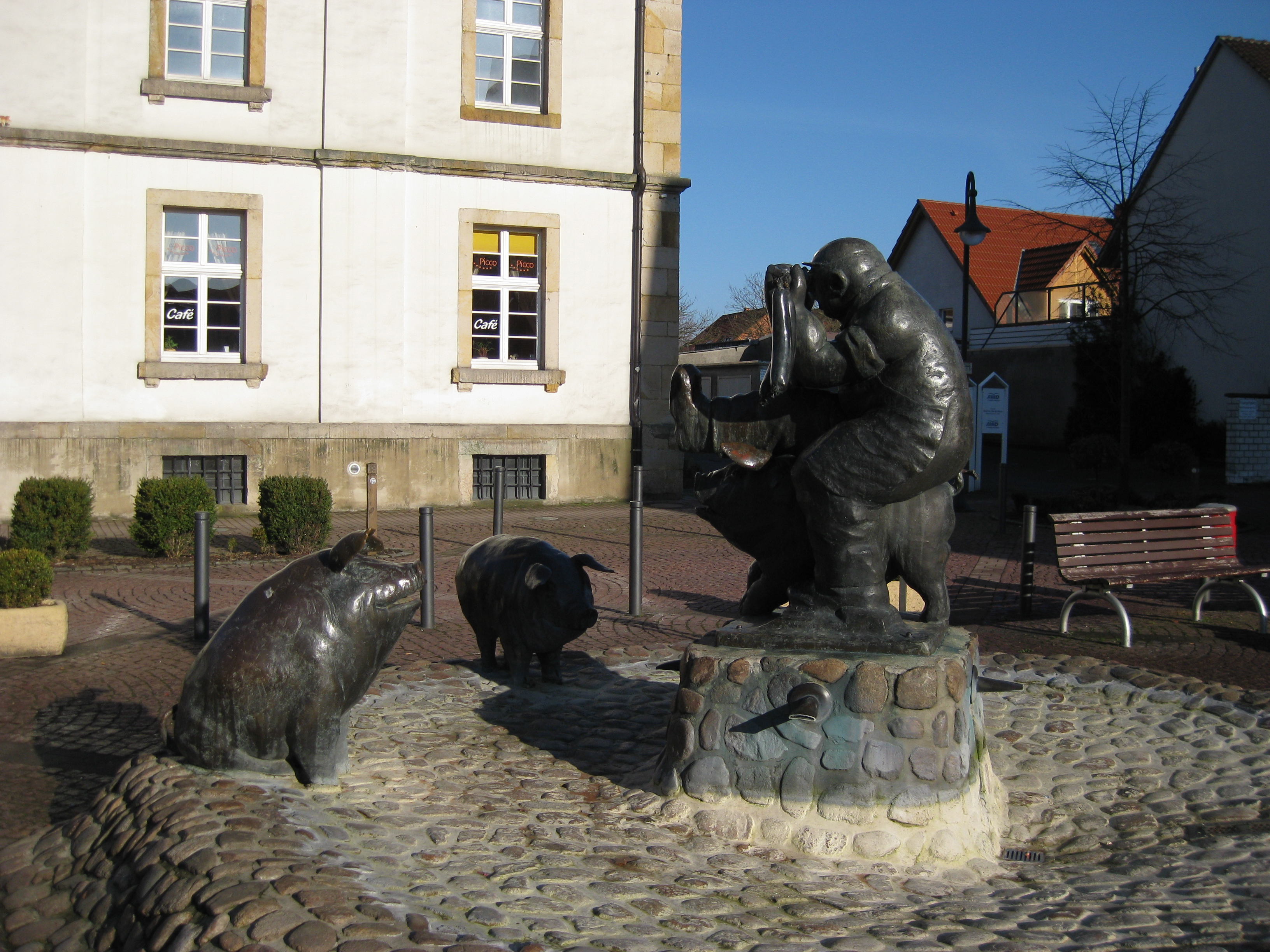
Schweinebrunnen

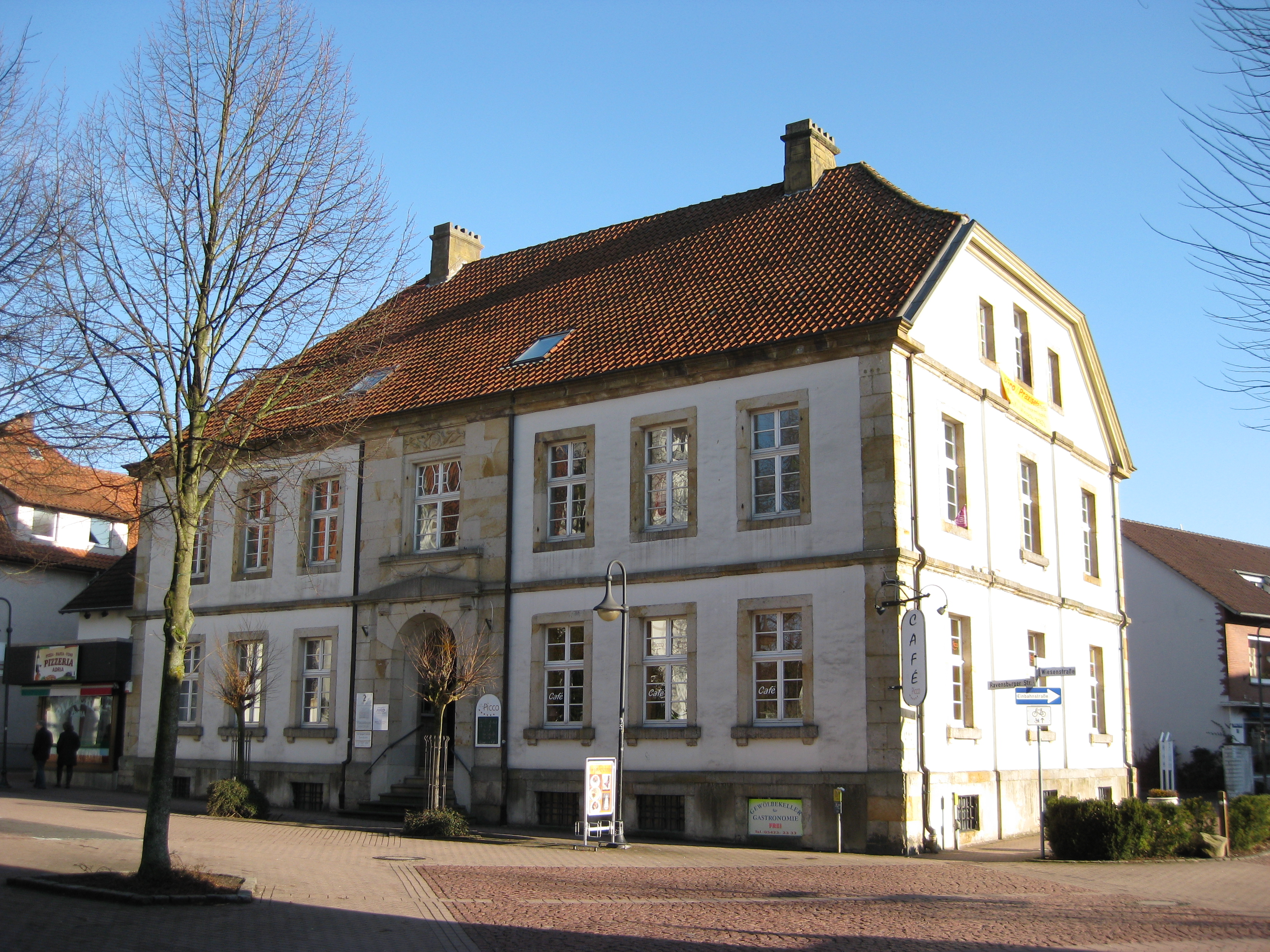
Mairie

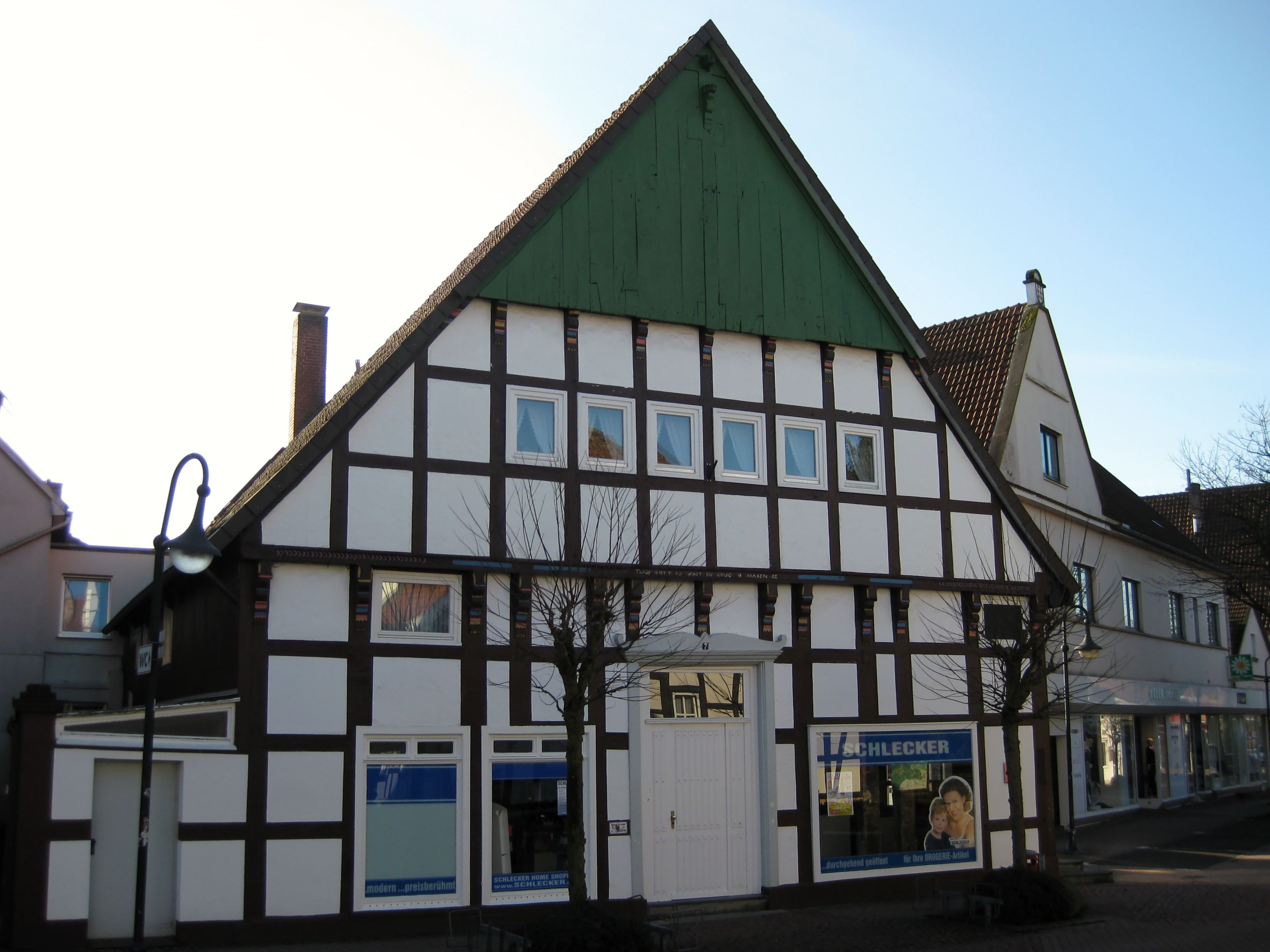
Münsterstraße 7

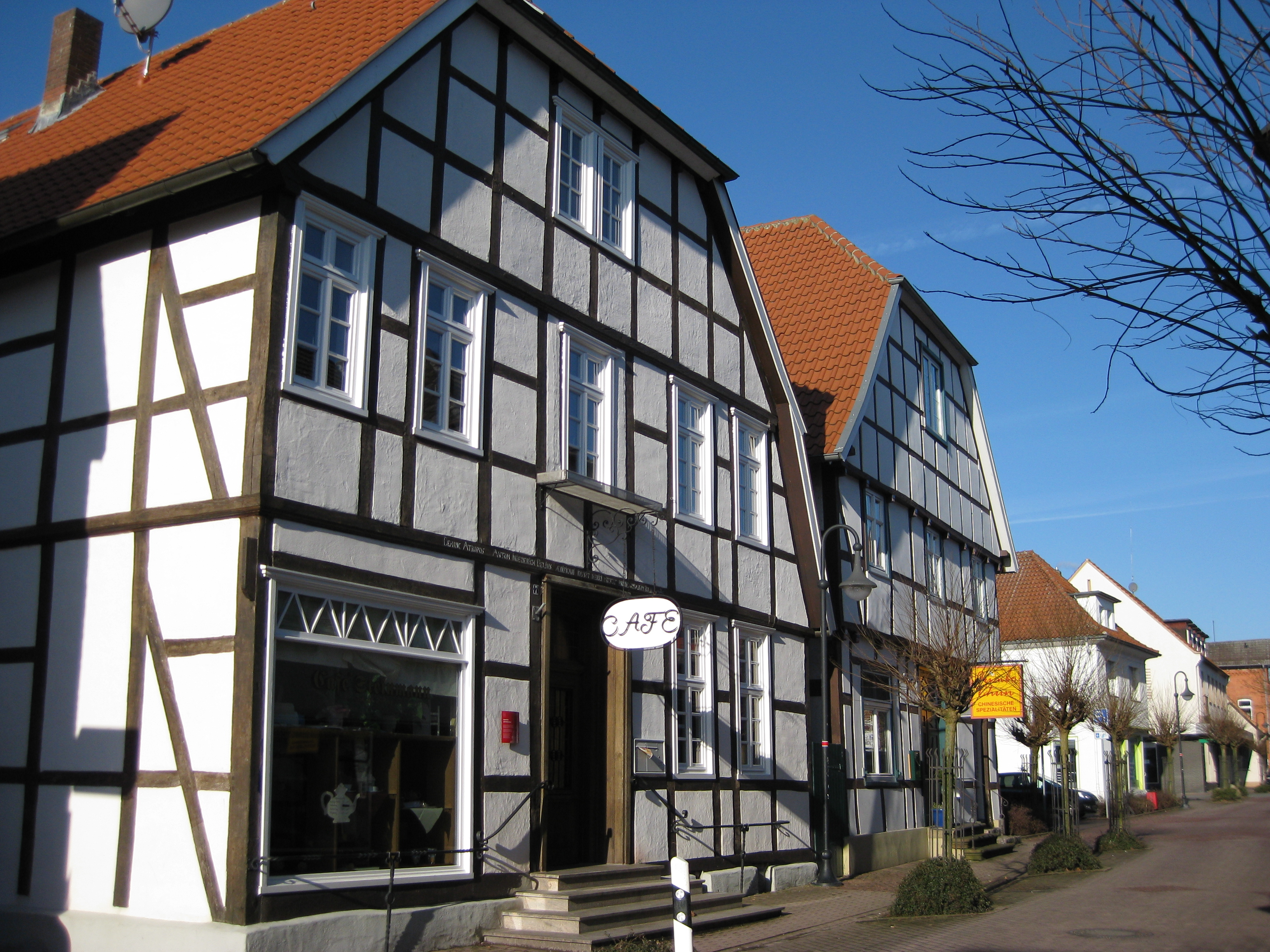
Ravensberger Straße 7 und 9

In der Aula der Stadt Versmold finden regelmäßig Theateraufführungen statt. Im Sommer finden jeden Freitag nachmittags auf dem Marktplatz am Schweinebrunnen Kleinkunstveranstaltungen statt.

### Museum
Das Heimatmuseum Versmold bietet in einem mehrere Teilgebäude umfassenden Komplex unter anderem Exponate zum Thema Fleischwarenindustrie, zur Versmolder Geschichte, sowie Alltagsobjekte der ländlichen Kulturgeschichte.

### Musik
Zuvorderst zu nennen sind der Christophorus-Jugendkammerchor, der 1979 von Hans-Ulrich Henning gegründet wurde und national und international 1. Preise erhielt, internationale Konzertreisen durchführt und diverse Tonträger veröffentlicht hat, sowie der Musische Zweig des CJD-Gymnasiums mit Vokalbereich und Orchesterschule. Die Kirchenmusik an der Petrikirche ist ein ebenso bedeutender Kulturfaktor mit regelmäßiger Konzertaktivität im Bereich Chor-, Bläser- und Orgelmusik. Unter den traditionellen Musikvereinen verdient der Feuerwehrmusikzug Oesterweg Erwähnung, der im Jahr 2002 sein hundertjähriges Bestehen feierte.

### Bauwerke
Die evangelische Pfarrkirche St. Petri wird 1096 erstmals erwähnt. Die jetzige Kirche war ursprünglich ein einschiffiger, dem hl. Michael geweihter Gewölbebau des 13. Jh., der später zur zweischiffigen spätgotischen Hallenkirche mit dreiseitigem Chor umgebaut wurde. Nach einem Brand von 1683 wurde sie wiederhergestellt. Aus dieser Zeit stammt der in Fachwerk errichtete Ostgiebel. Im Rahmen einer nach 1902 erfolgten Erneuerung entstanden die Quergiebeldächer. In dieser Zeit erhielt der romanische Westturm mit den gotischen Treppengiebeln seine neue Kupferhaube. Im Inneren blieben die Reste spätgotischer Gewölbemalereien erhalten. Zur Ausstattung gehören eine Kanzel vom Anfang des 18. Jh. und ein 1772 bezeichneter Taufstein. Ein Kronleuchter ist mit 1681 bezeichnet. Zur Kirche gehört ein Kantorhaus, das zwischen 1806 und 1808 errichtet wurde, nachdem das vormalige Kantorhaus 1804 einem Brand zum Opfer fiel. In diesem Haus wurde 1912 Gottfried Möllenstedt, der spätere Rektor der Universität Tübingen, geboren.
Die Mairie, das ehemalige Bürgermeisterhaus, ist ein zweigeschossiger klassizistischer Putzbau mit Krüppelwalmdach. Es wurde 1805 für Bürgermeister Anton Daniel Delius (1762–1826) errichtet und wird heute als Café genutzt.
Nach der Sanierung des Ortskernes sind nur wenige Fachwerkhäuser erhalten geblieben. Das älteste ist das in der Münsterstraße 7 unweit der Kirche gelegene Oldermannsche Haus, dessen Giebel über Knaggen zweifach vorkragt. Es ist 1602 bezeichnet und dient als Geschäftshaus. Zwei weitere Fachwerkbauten finden sich in der Ravensberger Straße. Nr. 7, ein zweigeschossiges Giebelhaus mit Krüppelwalmdach wurde 1789 von Anton Friedrich Delius errichtet. Es diente lange Zeit als Apotheke. Das Nachbarhaus Nr. 9 entstand gegen Ende des 18. Jahrhunderts und ist ebenfalls mit einem Krüppelwalmdach versehen. Beide Bauten wurden in jüngster Zeit zu einem Café ausgebaut.
Versmold verfügt über weitere kulturhistorisch wertvolle Profanbauten. Der Wissmannshof im Ortskern in der Berliner Straße ist ein sehr gut erhaltenes Fachwerkanwesen mit Hofgebäude und Speicher aus dem Jahre 1750. Das Haus Kavenstroth ist eine heute als städtisches Begegnungszentrum umgebaute Hofanlage. Im Gebäudekomplex des Heimatmuseums findet sich ein restauriertes Heuerlingshaus, in dem der Heimatverein unter anderem eine Sammlung zur Geschichte von Hausschlachtung und industrieller Fleischverarbeitung unterhält. Zudem wird der Museumskomplex durch ein Backhaus bereichert, das regelmäßig in Betrieb genommen wird. Ein Café, eine Wagenremise mit antikem bäuerlichen Arbeitsgerät und eine nach historischem Vorbild errichtete Schmiede runden den Komplex ab.

### Stolpersteine
Wie in vielen anderen Städten hat auch in Versmold Gunter Demnig an verschiedenen Orten Stolpersteine verlegt. Die auf dem Bürgersteig verlegten Tafeln aus Messing erinnern an die in den jeweiligen Häusern wohnenden Opfer der NS-Zeit.

### Parks

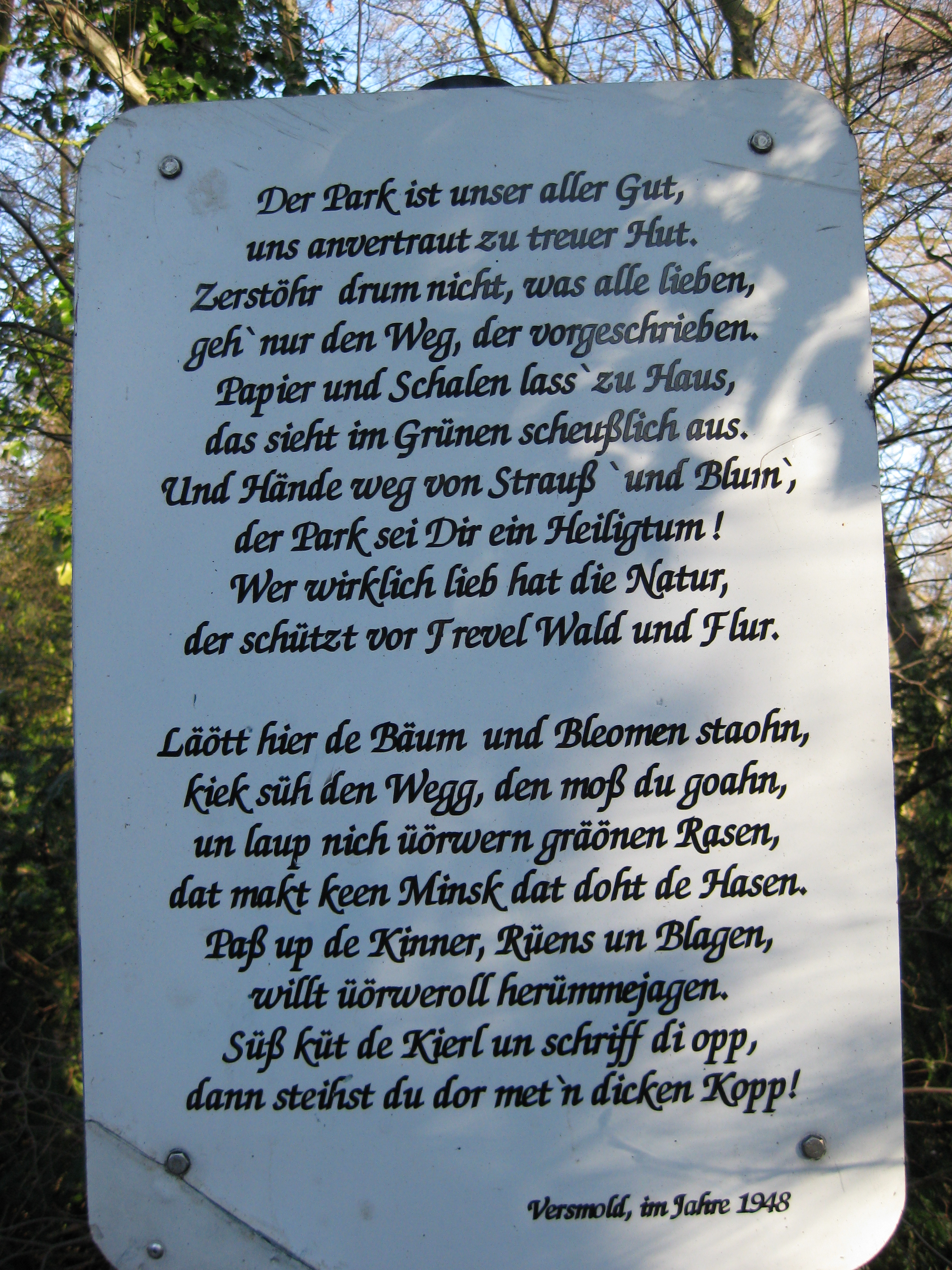
Verhaltensregeln im Stadtpark – deutsch und plattdeutsch

Versmold verfügt seit 1901 über einen Stadtpark. Er wurde beginnend im Jahr 1843 als private Anlage von der Fabrikantenfamilie Delius auf einer Insel angelegt, die aus dem Aabach und einer abgezweigten Umflut gebildet wird. Die Kaufsumme von 20.000 Reichsmark wurde von der Stadt Versmold und mehreren Vereinen und Bürgern aufgebracht.

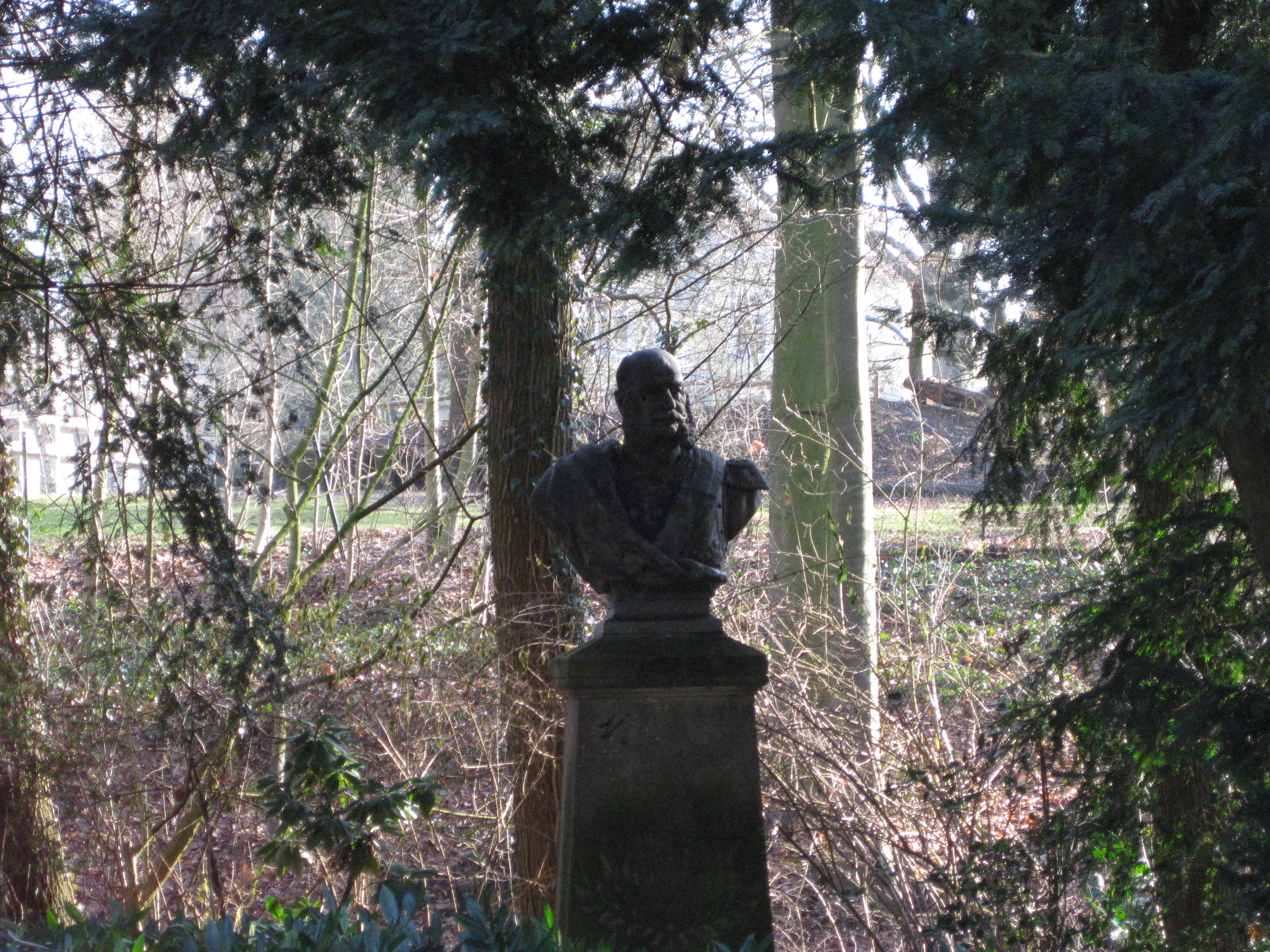
Büste von Kaiser Wilhelm I.

Das sieben Hektar große Gelände verfügt heute über zwei große Rasenflächen mit einzeln stehenden Bäumen. Aus der Zeit der Entstehung sind als nennenswerte botanische Raritäten noch eine Federbuche und ein Tulpenbaum vorhanden. Weiterhin sind eine dichte Gehölzpflanzung mit heimischen Baum- und Straucharten immergrünen Rhododendren sowie Zierbeete und ein Rosenbeet vorhanden. Unter anderem steht hier aber auch ein von der Familie Delius angepflanzter Mammutbaum. Im nördlichen Teil ist noch der Charakter eines Hochwaldes mit Eichen und Buchen erhalten geblieben.
Ein Pavillon, ursprünglich das Gartenhaus der Familie Delius, und eine 1913 angebaute neoklassizistische Vorhalle sind Mittelpunkt eines Biergartens. Je ein Denkmal von Bismarck und Kaiser Wilhelm I. sind im Park aufgestellt, heute aber in geschlossenen Gehölzpflanzungen versteckt.

### Naturschutzgebiete und Naturdenkmäler

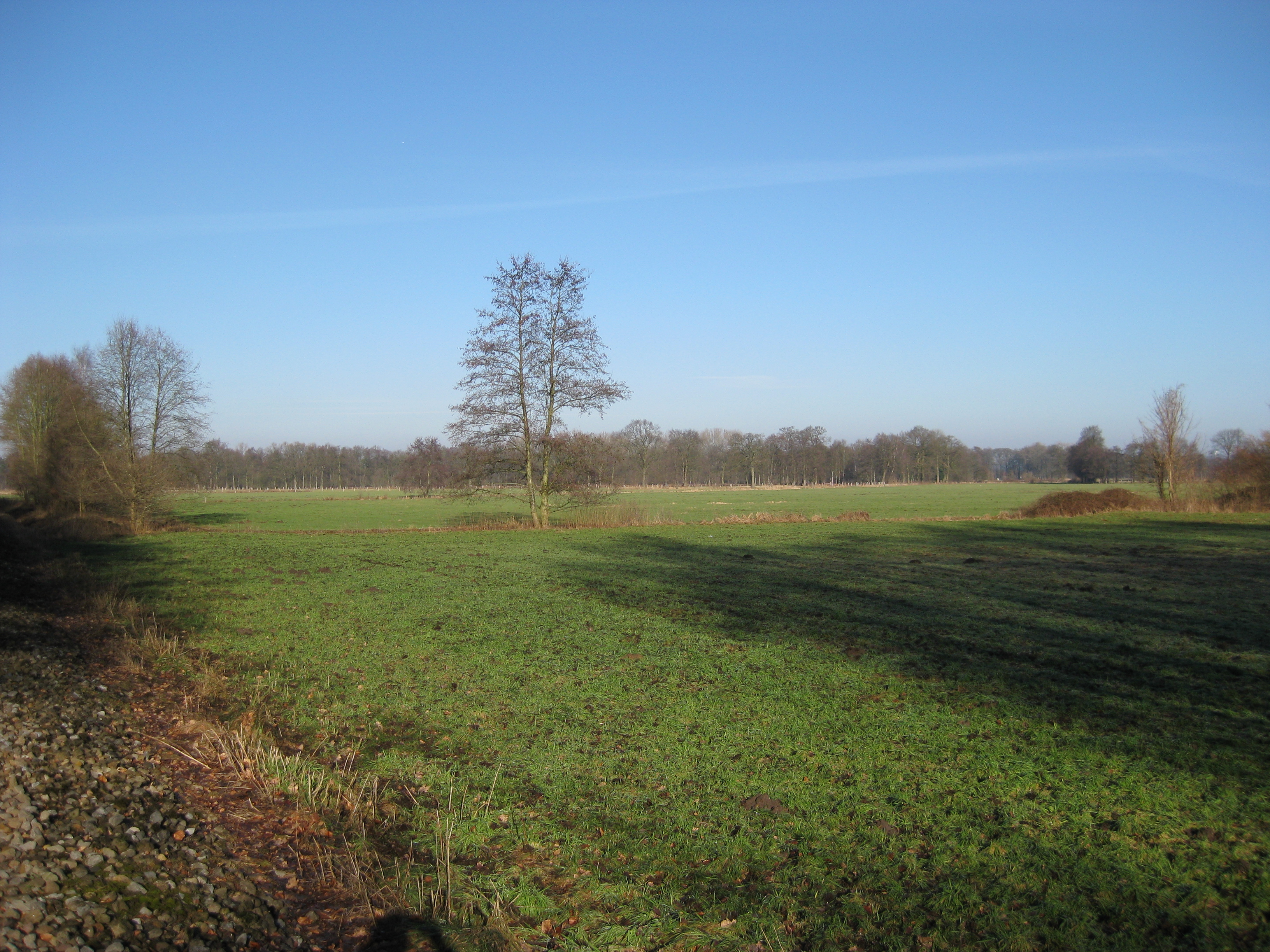
Versmolder Bruch

Das südlich von Versmold gelegene Versmolder Bruch, das aus lichtem Erlen-Bruchwald zwischen den Auebereichen der Bäche Aa, Neue und Alte Hessel besteht, wird bereits im 13. Jahrhundert erwähnt. Insbesondere die Schwarzerle ist vorherrschend, aber auch Hybrid-Pappeln, die eigentlich nicht in dieses Gebiet gehören, oft geschädigt sind und daher gern von Spechten zum Bau ihrer Höhlen benutzt werden. Das Gebiet ist mit 240 ha das drittgrößte Feuchtwiesenschutzgebiet des Kreises Gütersloh und befindet sich fast vollständig im Besitz des Landes Nordrhein-Westfalen. Während früher große Teile des Bruches von Herbst bis Ende des Frühjahres unter Wasser standen, kam es durch Begradigung und Vertiefung der Bäche zu einer Trockenlegung weiter Bereiche. Der Trockenlegung folgende Abholzungen prägten insbesondere zwischen dem 16. und 18. Jahrhundert die heutige Wiesenlandschaft. Die Umwandlung in Ackerland gibt der Landschaft im Umfeld des heutigen Naturschutzgebietes einen deutlich anderen Charakter. Hecken und Feldgehölze im Oesterweger Teil des Bruches sorgen auch heute noch für eine reich strukturierte Landschaft.
Im Norden des Stadtgebiets hat Versmold Anteil am Naturschutzgebiet Salzenteichs Heide, das zur Erhaltung der Schönheit einer ostmünsterländischen Parklandschaft dient.
3,26 % des Stadtgebiets von Versmold stehen unter Naturschutz.

### Sport
Die Sportvereine der Stadt sind in der Sportvereinigung Versmold zusammengeschlossen. Bekannt wurde der Verein durch seine Handballabteilung, die in der Saison 1992/93 in der 2. Bundesliga spielte. Neben Breitensportangeboten gibt es Angebote zum Beispiel für Tennis und Reiterei. In Versmold wird mit dem ITF Versmold ein internationales Tennisturnier ausgetragen. Ausrichter ist der Verein Tennispark Versmold.

### Regelmäßige Veranstaltungen
Höhepunkte im gesellschaftlichen Leben Versmolds sind die im Februar stattfindende Frühjahrskirmes „St.-Petri-Markt“, die im Volksmund als Sünne Peider bekannt ist, sowie das „Stadtfestival Versmold“, das am vierten August-Wochenende Musik, Kleinkunst und Kirmes bietet, und das Schützenfest, welches jeweils am ersten Juli-Wochenende stattfindet. Am zweiten Juli-Wochenende findet die traditionelle Freibadparty im städtischen Freibad statt. Im Ortsteil Bockhorst hat sich zudem der Ende Mai veranstaltete „Spargelmarkt“ als Besuchermagnet etablieren können. Darüber hinaus findet immer am dritten Adventswochenende der Weihnachtsmarkt auf dem Kirchenvorplatz statt.

### Kulinarische Spezialitäten
Die Versmolder Fleisch- und Wurstwaren sind bundes- und europaweit bekannt und beliebt. Beispiele sind der Versmolder Schinken, Bockhorster Knackwurst, Wurstebrot und die Adventspastete.

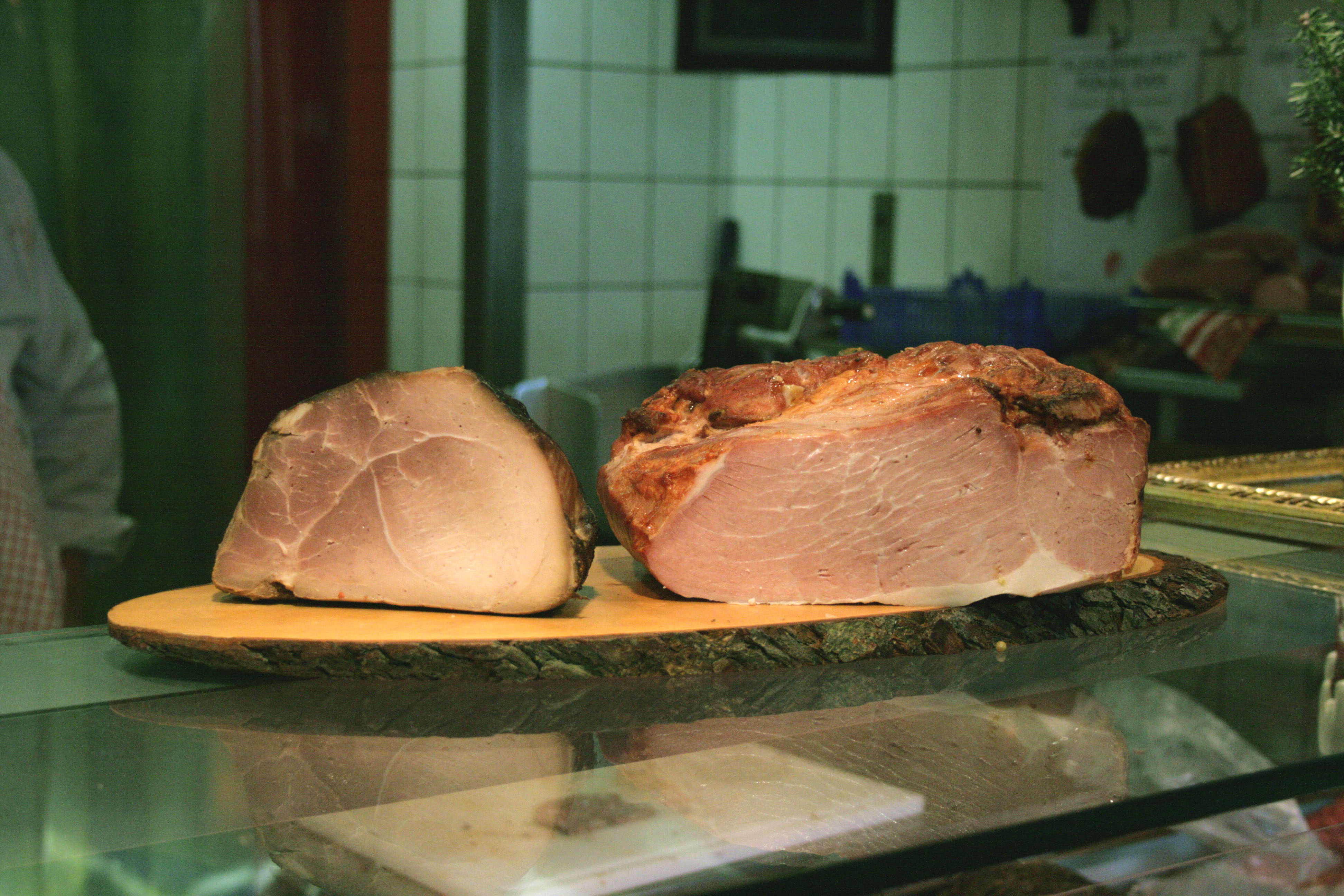
Versmolder Lachsschinken
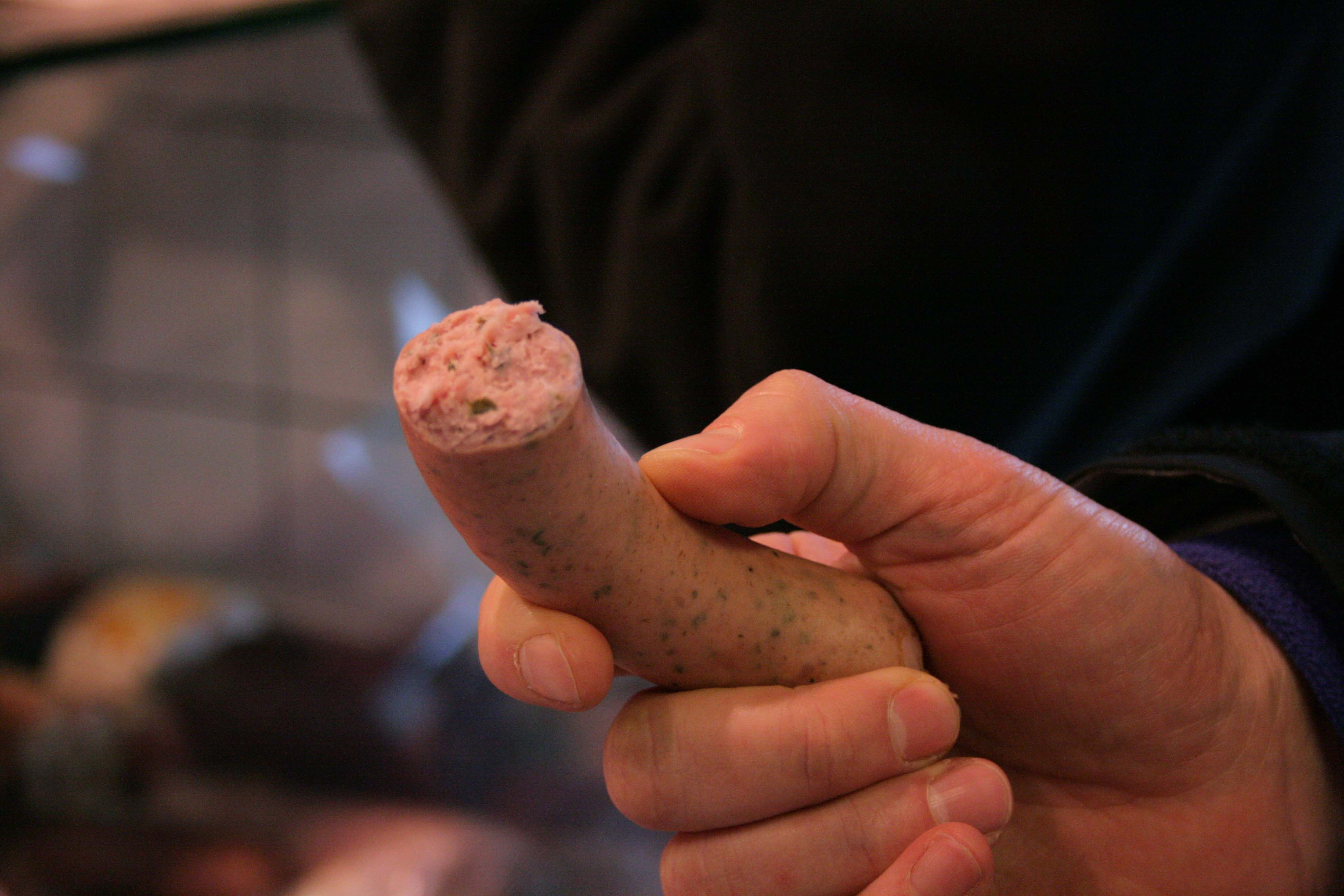
Bockhorster Knackwurst
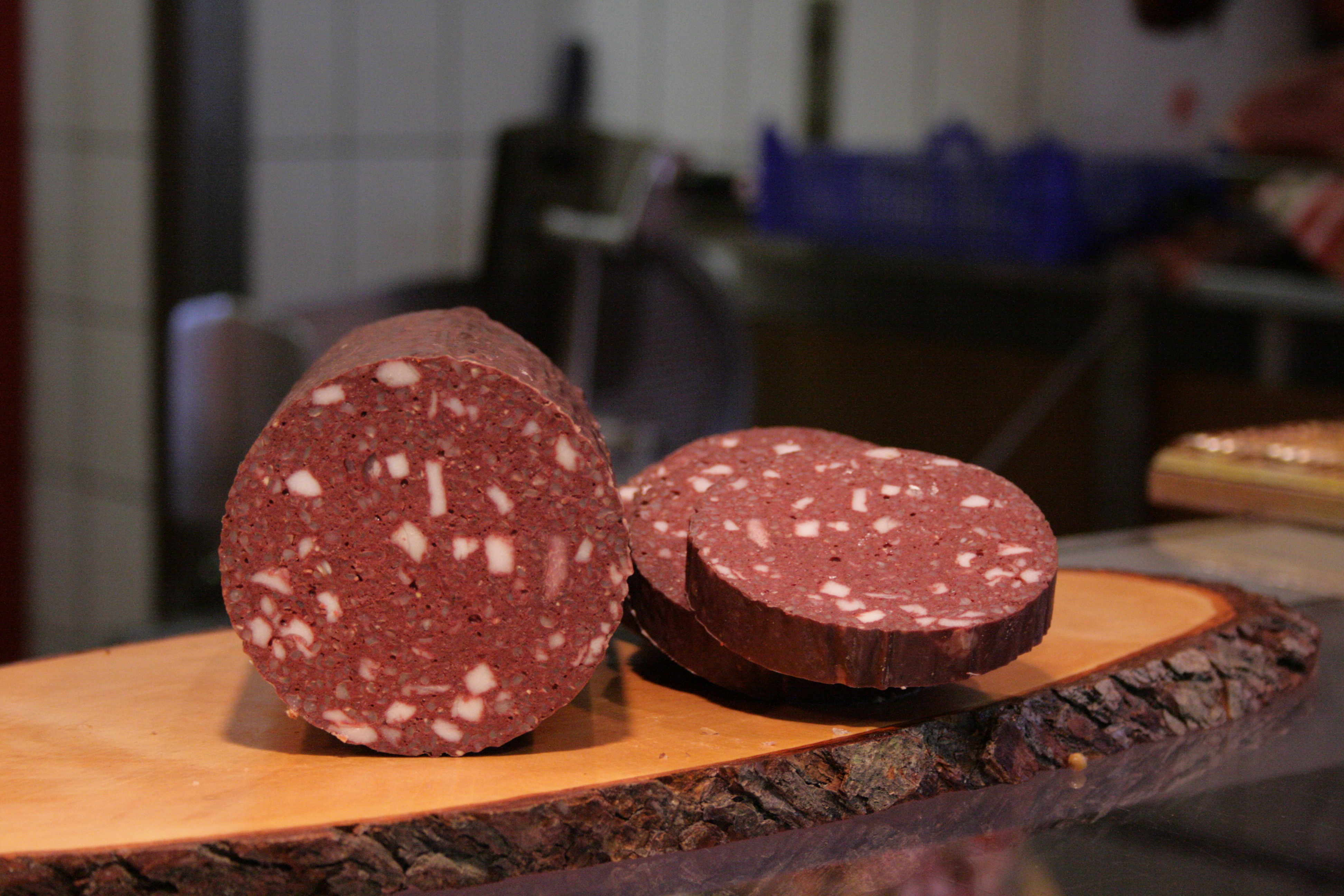
Wurstebrot mit aufgeschnittenen Klößen
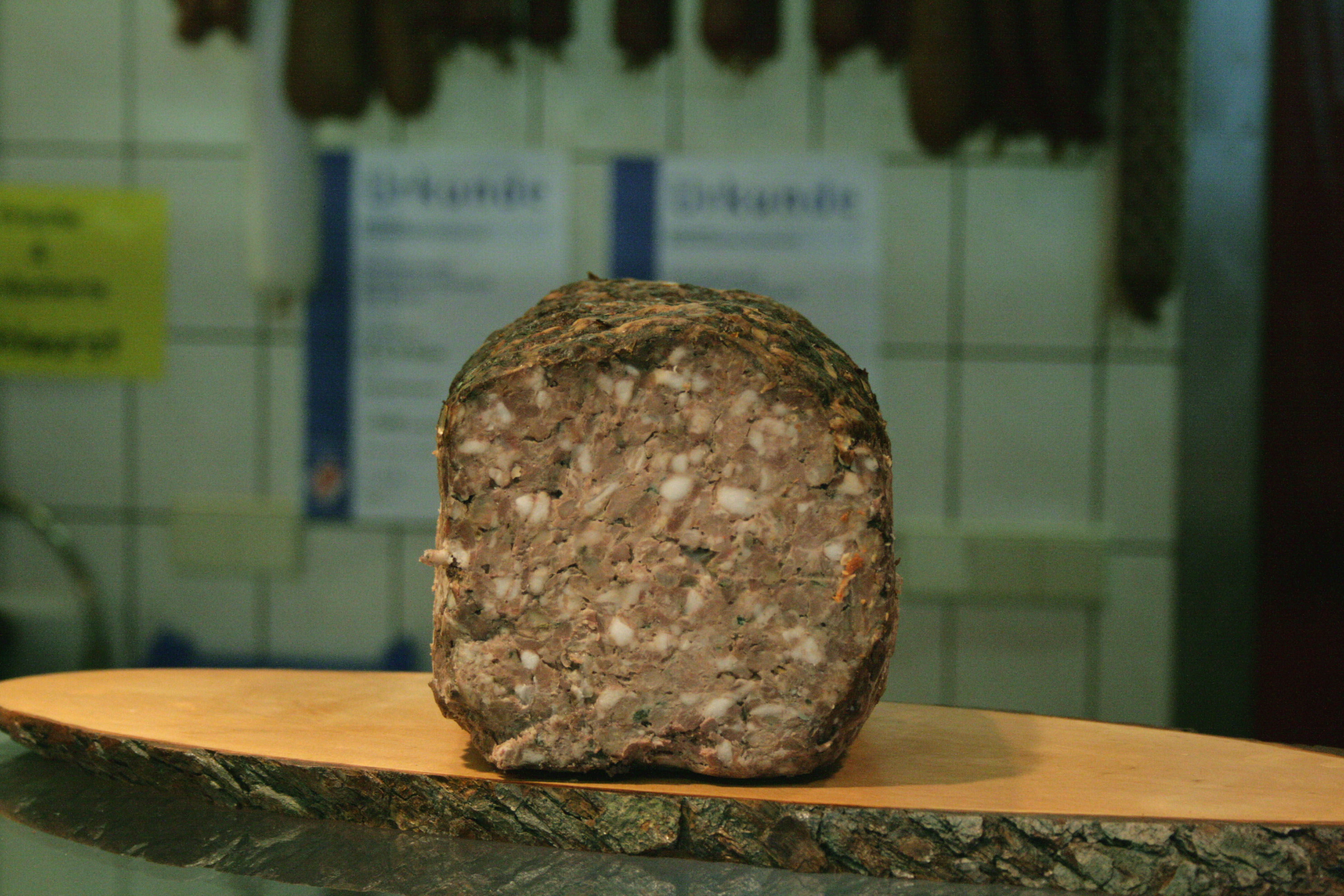
Versmolder Adventspastete

## Wirtschaft und Infrastruktur

### Verkehr

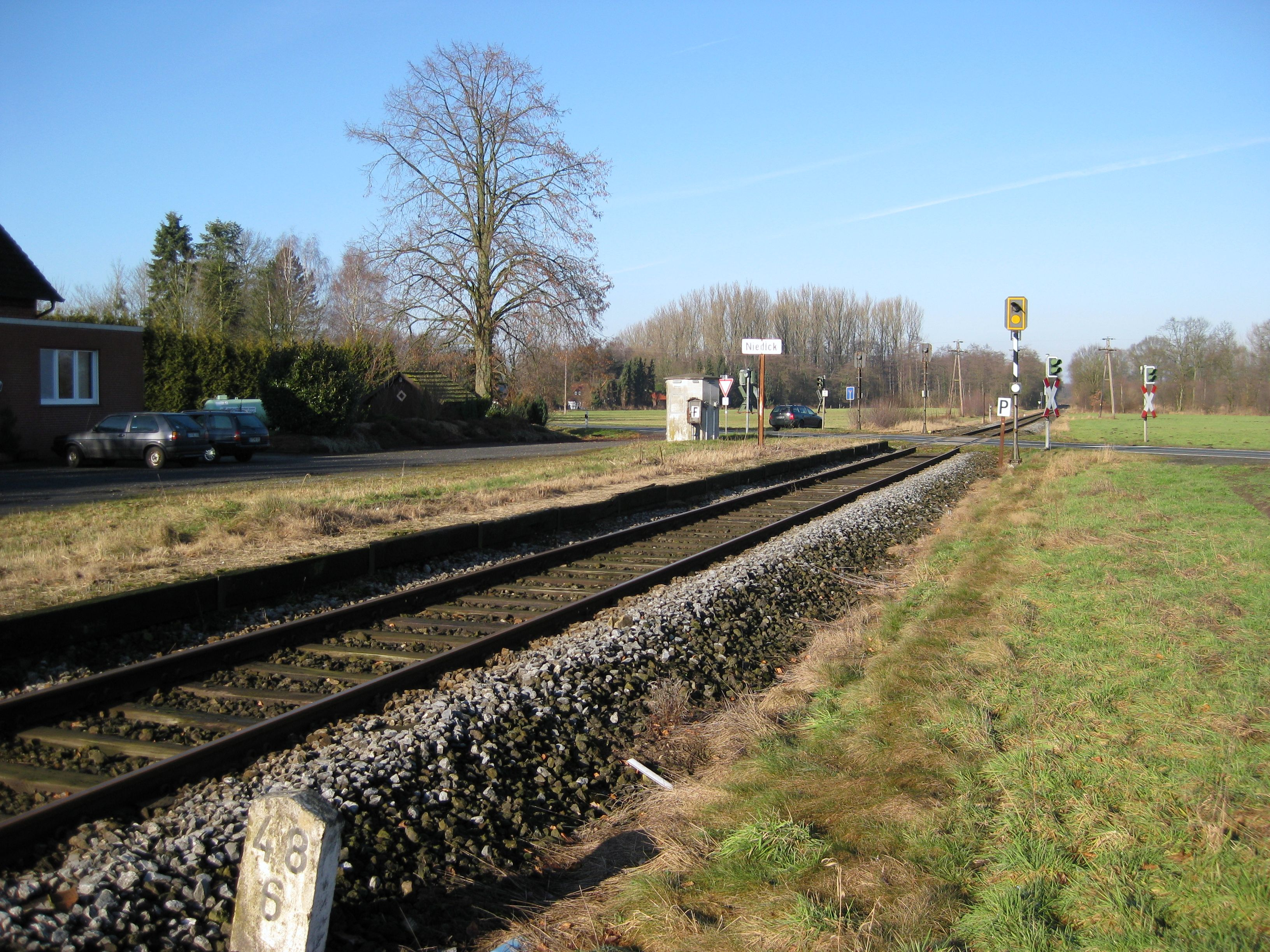
Haltepunkt Niedick – einer der beiden ehemaligen Personenhalte im Stadtgebiet

Die B 476 durchzieht das Stadtgebiet. Sie verbindet die B 475 bei Sassenberg mit der Bundesautobahn 33 bei Borgholzhausen.
Regionalbusse fahren nach Gütersloh, Halle (Westf.), Borgholzhausen und Warendorf (Anrufbus). Versmold gehört zum Westfalentarif. Die Buslinien von Versmold nach Halle und Borgholzhausen haben Zuganschlüsse nach Bielefeld und Osnabrück.
Des Weiteren besteht von der Verkehrsgemeinschaft Osnabrück zum VOS-Tarif eine Buslinie von Versmold nach Bad Rothenfelde im Landkreis Osnabrück.
Der 1900 eröffnete Bahnhof Versmold an der Strecke Ibbenbüren–Hövelhof der Teutoburger Wald-Eisenbahn (TWE) ist seit 1977 ohne Schienenpersonennahverkehr (SPNV), jedoch finden innerhalb der Woche einzelne Bedienfahrten zu Gleisanschlüssen statt. Zu bestimmten Terminen verkehrt hier mit dem Teuto-Express ein historischer Personenzug im Museumsbahnverkehr. Seit etlichen Jahren bestehen Pläne, den SPNV zwischen Gütersloh bzw. Verl und dem benachbarten Harsewinkel zu reaktivieren, eine spätere Verlängerung bis Versmold ist offen und passiert ist wenig seit dem Beginn der Diskussion im Jahr 2010.
Seit September 2011 sind die Gleise nach Lengerich durch einen Dammrutsch unterbrochen. Da die Schäden an der Strecke vom neuen TWE-Eigentümer Captrain Deutschland nicht repariert werden, gründete sich im Januar 2012 im Nachbarort Bad Laer das „Aktionsbündnis pro TWE“, das sich u. a. den langfristigen Erhalt und die regelmäßige Nutzung der Teutoburger Wald-Eisenbahn in den Bereichen Freizeit- und Tourismusverkehr zum Ziel gesetzt hat.

### Wirtschaftsgeschichte
Versmolds Wirtschaft hat seit dem 19. Jahrhundert mehrere Phasen der Umstrukturierung erlebt. Am Anfang des 19. Jahrhunderts lebten die meisten Einwohner auf Subsistenzhöfen. In den 1850er- und 1860er-Jahren wanderten viele Familien aus nach Amerika. Andere gingen saisonal nach Holland zur Erntezeit. In der zweiten Hälfte des 19. Jahrhunderts entwickelte sich eine auf Heimarbeit beruhende Leinenindustrie. Mit der Gründung des Deutschen Reiches 1871 gewann diese Industrie an Bedeutung und mit ihr die Firma Conrad Wilhelm Delius & Co, die u. a. Segeltuche für die Kaiserliche Marine herstellte und Repräsentanzen in Hamburg und Berlin unterhielt. Der heutige Stadtpark gehörte einst zu den Besitzungen dieser reichen Bürgerfamilie.
Die 1880er waren eine Umbruchzeit. Ohne über eine Urbanisierung zu gehen, entwickelte sich aus den ländlichen Gewerbezweigen der Schnapsbrennerei und der Hauschlachtungen, bedeutende Industriezweige. So die Brennerei Knemeyer in Hesselteich, und als eines der frühesten fleischverarbeitenden Unternehmen die Firma Wiltmann in Peckeloh, die 1887 gegründet wurde. Die ländliche Industrialisierung führte auch zu einem Abnehmen der Auswanderungswewegung nach Amerika.
Nach dem Zweiten Weltkrieg diversifizierte sich die Wirtschaft. Fleischverarbeitende Fabriken wuchsen zu nationalen Unternehmen, neben der Firma Wiltmann die Firmen Stockmeyer (gegründet 1913), Reinert (gegründet 1931), Nölke (gegründet 1924) und Menzefricke (gegründet 1898). Auch Zulieferfirmen entstanden. Bis vor wenigen Jahren nahmen die großen fleischverarbeitenden Firmen auch die Spezialproduktion von kleinen, oft Einmann-Betrieben, in ihr Programm auf. Dieser aus der Hausschlachterei erwachsene selbstständige ostwestfälische Berufszweig wurde Kleinfleischhändler genannt. Mit dem Aufschwung der Lebensmittelindustrie in Versmold wuchs auch der Bedarf an Transportkapazitäten, was den Speditionsfirmen zugutekam.
Ebenfalls wurde in den 1950er-Jahren eine Schuhfabrik vom Versmolder Unternehmer Gustav Baumhoefer aufgebaut, die unter dem Markennamen Ravensberger Schuhe produzierte. Im Zuge der weltweiten Umstrukturierung der Schuhproduktion wurde die Fabrik 1982 geschlossen.
Zu der Vielfalt an Industrie nach dem Zweiten Weltkrieg gehörten auch die Wirus Werke im holzverarbeitenden Sektor, die Normzargen herstellten. Auch diese Fabrik stellte ihre Produktion in den 1990er-Jahren ein.

### Medien
Als Tageszeitung erscheint täglich montags bis samstags das Haller Kreisblatt, das eine Kooperation (Kopfblatt) mit der Neuen Westfälischen unterhält und von dieser ihren Mantel bezieht. Das Haller Kreisblatt ist mit einer eigenen Redaktion vor Ort vertreten.
Im Rundfunkbereich berichtet der lokale Sender Radio Gütersloh über Versmold. Hinzu kommt das WDR-Studio Bielefeld.

### Öffentliche Einrichtungen
Die Stadt bietet in ihren Einrichtungen vielfältige Dienstleistungen für die Versmolder Bürger an, wie zum Beispiel Jugendberatung, Drogen- und Suchtberatung, Familien- und Erziehungsberatung und Ehe- und Lebensberatung.
Eine Besonderheit ist das Haus der Familie, das seit dem 1. Januar 1998 besteht. In diesem Haus, das in der Trägerschaft der Regionalstelle West des Kreises Gütersloh, der Diakonie im Kirchenkreis Halle e. V. und Caritas besteht, wurden die Beratungsangebote zusammengefasst.
Die Stadtbibliothek im ehemaligen Postgebäude hält rund 26.000 Medien vor, darunter mehr als 24.500 Bücher.
Das Parkbad, ein kombiniertes Hallen- und Freibad in der Nähe des Stadtparks, bietet den Bürgern bei jeder Witterung die Gelegenheit zum Schwimmen.
Das örtliche Krankenhaus wurde betrieben von der Klinikum Ravensberg gGmbH, die ein weiteres Krankenhaus in Halle betreibt. Das Haus in Versmold hatte 90 Betten. Der stationäre Betrieb wurde zum 31. Oktober 2008 eingestellt, das Gebäude 2017 abgerissen.
Für Versmold ist das Amtsgericht Halle zuständig.
Die Freiwillige Feuerwehr Versmold ist für den Brandschutz im Stadtgebiet zuständig. Löschzüge bestehen in den Ortsteilen Versmold, Bockhorst, Oesterweg und Hesselteich.

### Bildung
Es gibt im Stadtgebiet verteilt fünf Grundschulen, im Einzelnen Sonnenschule, die Gemeinschaftsschule Loxten-Bockhorst mit Standort Loxten, die Gemeinschaftsschule Loxten-Bockhorst mit Standort Bockhorst, den Grundschulverbund Peckeloh-Oesterweg/Hesselteich mit Hauptstandort Peckeloh und Teilstandort Oesterweg/Hesselteich. Weiterführende Schulen in der Sekundarstufe I sind die CJD-Hauptschule, die CJD-Sekundarschule und (auch in der Sekundarstufe II) das CJD-Gymnasium der CJD-Christophorusschule. Zum 1. August 2013 startet die CJD-Sekundarschule mit den Standorten Schützenstraße 4 und Schulstraße 14. Dabei bildet das CJD-Jugenddorf des Christlichen Jugenddorfwerks Deutschlands (CJD) mit seinen oben aufgeführten CJD-Christophorusschulen in kirchlicher Trägerschaft mit stationären, teilstationären und ambulanten Betreuungsangeboten eine Besonderheit.
Im Jahr 2006 wurden an Versmolder Schulen mit 208 Lehrkräften insgesamt 3210 Schüler unterrichtet, davon ca. 33 % an den Grundschulen, ca. 15,8 % an der Haupt- und ca. 20 % an der Realschule, 27,7 % am Gymnasium, sowie 3,6 % an der Förderschule.

### Ansässige Unternehmen
Versmold ist heute bekannt für seine Fleisch verarbeitende Industrie und ist Standort vieler Unternehmen rund um die Lebensmittelproduktion. Die bekanntesten Fleischverarbeitungsfirmen sind Reinert, Wiltmann und Heinrich Nölke (Geflügelfleischproduktehersteller der Marke Gutfried). Die Stadt wird scherzhaft auch als die „Wurstküche Westfalens“ oder als „Fettfleck Deutschlands“ bezeichnet. Seit November 2006 lautet deshalb auch der neue Slogan der Stadt Versmold: „Versmold … macht Appetit!“
Der Lebensmittel-Logistiker Nagel-Group hat seinen Stammsitz in Versmold.
Daneben gibt es das Kühlhaus Frigoropa (Nordfrost-Gruppe).
Mit der Kronkorkenfabrik Brüninghaus befindet sich eines der größten europäischen Unternehmen dieser Art in Versmold.

## Persönlichkeiten

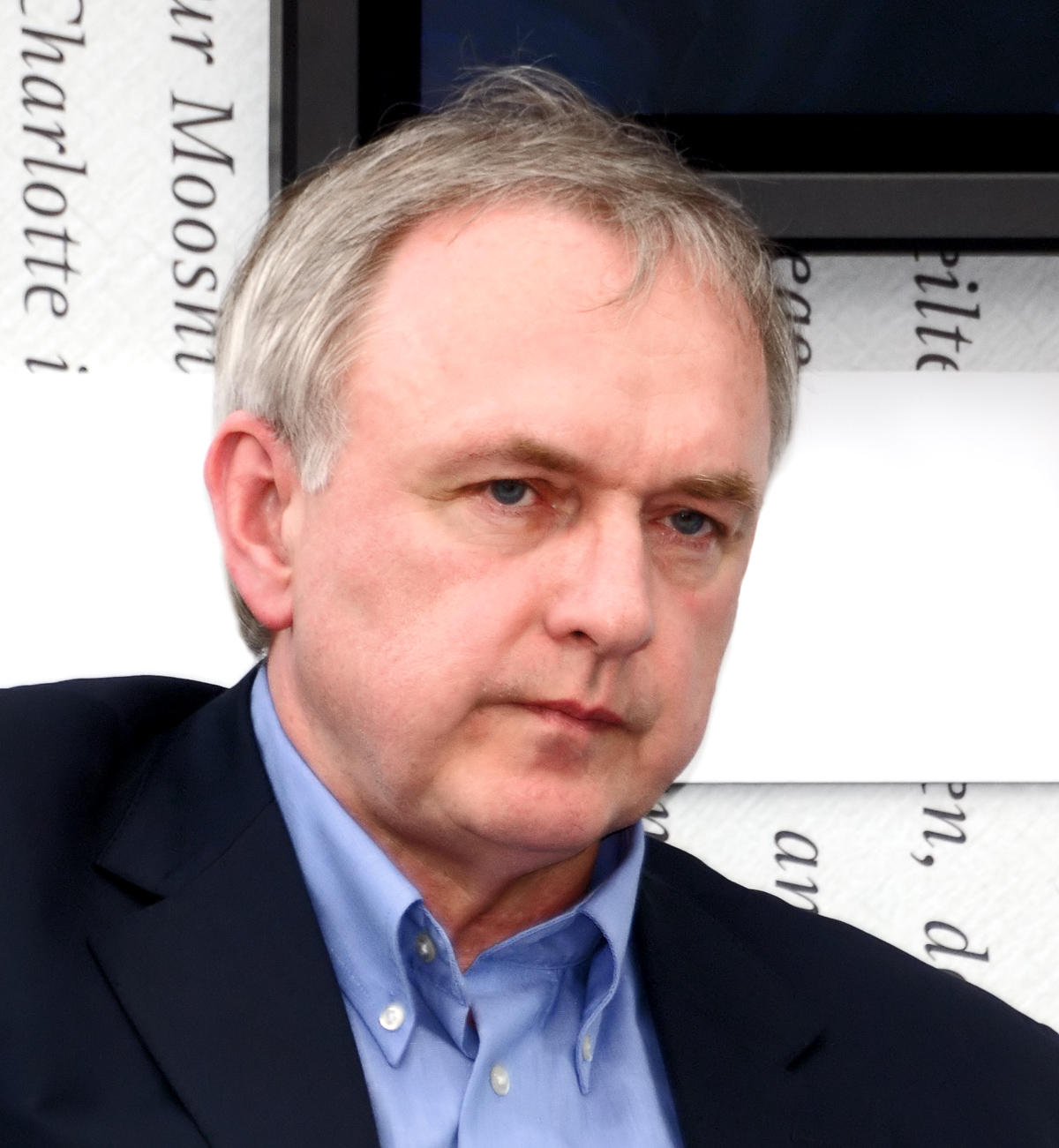
Hans-Ulrich Treichel (2008)

### Söhne und Töchter der Stadt

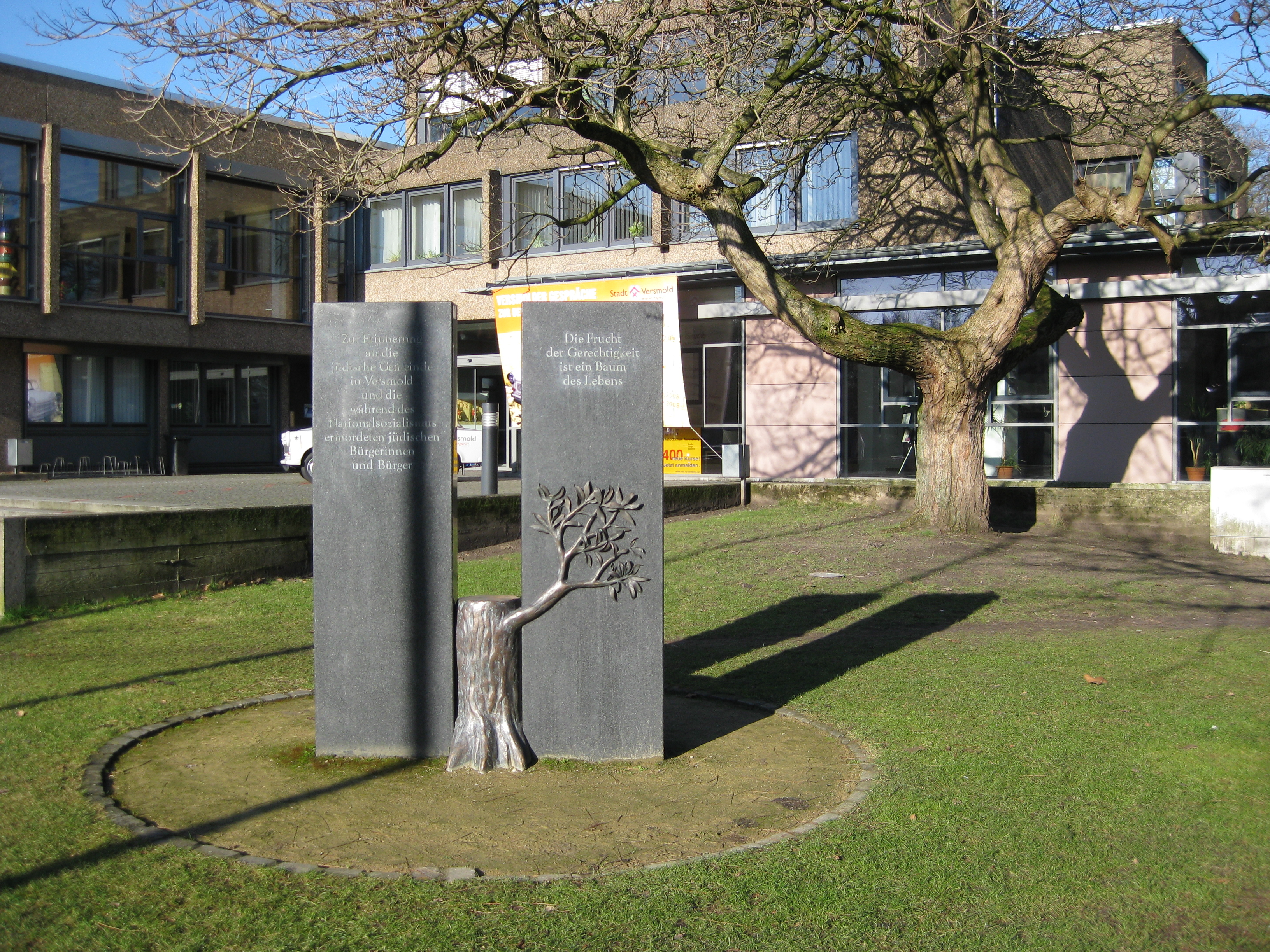
Mahnmal für die ehemalige jüdische Gemeinde, enthüllt von Paul Spiegel

- Johann Heinrich Brinkmann (1794–1848), deutscher Orgelbauer
- Anton Delius (1850–1936), Oberbürgermeister der Stadt Siegen.
- Conrad Wilhelm Delius (1751–1834), Abgeordneter und Bürgermeister von Bielefeld
- Conrad Wilhelm Delius (1807–1897), Textilunternehmer
- Heinrich Anton Delius (1807–1896), Textilunternehmer und Gutsbesitzer
- Christian Franz-Pohlmann (* 1980), Fußballtrainer
- Stefan Heidemann (* 1961), Islamwissenschaftler
- Heiner Kamp (* 1964), Mitglied des Deutschen Bundestages 2009–2013
- Thorsten Klute (* 1974), Politiker
- Uwe Kröger (* 1943), Journalist beim ZDF
- Michael Meyer-Hermann (* 1983), Kommunalpolitiker, Bürgermeister
- Gottfried Möllenstedt (1912–1997), 1966–1968 Rektor der Universität Tübingen, 1995 ausgezeichnet mit der Cothenius-Medaille der Deutschen Akademie der Naturforscher Leopoldina für sein Lebenswerk; er betreute als Doktorvater eine Arbeit, die ein zum „schönsten physikalischen Experiment aller Zeiten“ gewähltes Experiment zum Inhalt hatte.[41]
- Bjarne Pudel (* 2001), Fußballspieler
- Hugo Spiegel (1905–1987), Vater von Paul Spiegel, dem späteren Präsidenten des Zentralrats der Juden in Deutschland
- Hans-Ulrich Treichel (* 1952), Schriftsteller und Germanist
- Heinz Otto Wehmann (* 1955), Koch und Kochbuchautor
- Ortrud Westheider (* 1964), Kunsthistorikerin
- Andre Wolf (* 1977),  Autor, Blogger und Experte für Social Media
- Wittus Witt (* 1949), Zauberkünstler, Autor und Verleger

### Personen, die hier leb(t)en
- Christian Ludolph Reinhold (* 1739 in Wunstorf, † 1791 in Versmold), Zeichner und Kupferstecher, Mathematiker, Physiker und Lehrer, zuletzt preußischer Markenteilungs- und Oekonomiekommissar im Amt Ravensberg.
- Lisbeth Wirtson (* 1887 in Danzig; † 1977 in Lübeck), Schauspielerin und Lehrerin, verbrachte ihren Lebensabend in Versmold
- Johannes Schepp (* 1938), Maler, Bildhauer und Installationskünstler
- Hans-Ulrich Henning (1950–2020), Chorleiter, Sänger und Musikpädagoge
- Heinrich-Hermann Engemann (* 1959), deutscher Springreiter, trainierte zwischen 1973 und 1980 in Versmold
- Heiner Kamp (* 1964), Politiker (FDP) und ehemaliges Mitglied des Deutschen Bundestages